# Visby domkyrka
Visby domkyrka eller Visby Sankta Maria domkyrka är en kyrkobyggnad belägen i Visby på Gotland. Den är domkyrka i Visby stift och församlingskyrka för Visby domkyrkoförsamling inom Svenska kyrkan.
Kyrkan började byggas i slutet av 1100-talet, och invigdes 1225. Den uppfördes ursprungligen som en romansk basilika men byggdes redan på 1250-talet om till hallkyrka.
Sankta Maria uppfördes troligen för gästande tyska handelsmän, och 1225–1429 fanns två kyrkoherdar i församlingen: en för tyskspråkiga och en för gutniska församlingsbor. Ursprungligen saknade kyrkan eget geografiskt ansvarsområde, men efter att stadens tidigare sockenkyrkor förstörts och övergivits på 1530-talet blev Sankta Maria församlingskyrka för hela Visby stad.
Efter reformationen inrättades Visby stift 1572 och Sankta Maria fick status som domkyrka. Eftersom Gotland vid den tidpunkten stod under danskt herravälde kom stiftet att ledas av en superintendent. Efter Freden i Brömsebro 1645 tillhörde stiftet Sverige, men först 1772 fick stiftschefen titeln biskop.
Sedan 2023 är Erik Eckerdal biskop i Visby stift.

## Historik

### Medeltid
Kyrkan uppfördes troligen som kyrka för gästande tyska handelsmän, för att skilja dem från de bofasta tyskar som fanns i staden och som tillhörde Sankt Nicolais kyrka. Den invigdes den 27 juli 1225 av biskopen av Linköping, Bengt Magnusson. Då var kyrkan ännu inte färdigbyggd, och anledningen till invigningen tros vara att Sankt Nicolais tyska församlingskyrka förstörts av en brand.
Kyrkan benämndes under medeltiden som Vår kära frus kyrka, men har i folkmun också kallats Tyska kyrkan. Det senare namnet är dock oegentligt. Sankta Maria hade från 1225 inga bestämda geografiska gränser för sitt ansvarsområde, men var en församlingskyrka med två kyrkoherdar. Den ena kyrkoherden ansvarade för den tyska församlingen, medan den andra förestod den gutniska församlingen. När äldre forskning betecknar Sankta Maria som en strikt tysk kyrka är det därför missvisande. I stället bör kyrkan förstås som tysk-gotländsk, med två separata församlingar.
Uppdelningen i två församlingar, en gotländsk och en tysk, var något som även gällde tre av stadens territoriella socknar, men i dessa kom varje församling bygga varsin kyrkobyggnad. Ända fram till 1400-talet var den gutniska församlingen ungefär en tredjedel så stor som den tyska församlingen i Sankta Maria. Därefter blev de mera jämnstora. På grund av krympande befolkningsunderlag bestämde sig S:ta Marias församlingar 1429 för att i fortsättningen bara ha en gemensam kyrkoherde.
Kyrkan fungerade under medeltiden inte bara som gudstjänstlokal, utan även som lokal för handelsmännen. Ett exempel på denna profana verksamhet var att den i Novgorod belägna handelsgården Peterhofs kassakista förvarades i kyrkan under vintersäsongen. Kistan låstes med fyra nycklar, vilka fram till omkring år 1290 omhändertogs av representanter för städerna Visby, Lübeck, Soest och Dortmund. Då kistan skulle öppnas krävdes att alla fyra representanter närvarade.

### Reformationstiden
År 1533 eller 1534 blev Sankta Maria hela Visby stads församlingskyrka, sedan stadsborna tvingats överge S:t Hans och Sankt Per. Sankta Maria förblev stadens församlingskyrka ända till 1811, då Visby landsförsamling bröts ut ur socknen. Landsförsamlingen saknade dock egen kyrka, och fortsatte att fira gudstjänst i Sankta Maria. Från 1936 införlivades landsförsamlingen återigen i församlingen. 
Efter Valdemar Atterdags invasion av Gotland 1361 löd Gotland och Visby under den danske kungen, men kyrkorna fortsatte att höra under Linköpings stift. Under reformationen i Danmark inrättades Visby stift som ett självständigt, danskt stift 1527, och Sankta Maria fick samtidigt status som domkyrka. I den nya lutherska ordningen vigdes dock ingen biskop, utan stiftet leddes av en superintendent. Sankta Maria fick därmed status som domkyrka.
Genom Freden i Brömsebro 1645 övergick Gotland till Sverige. Visby stift fortsatte dock att ledas av en superintendent, och först 1772 tillsattes en biskop av Visby. Strax därefter börjar Sankta Maria också kallas Visby domkyrka.

## Byggnadshistoria

### Medeltid
Visby Sankta Maria domkyrka är i sin helhet uppförd under medeltiden. Den första kända kyrkan på platsen började byggas 1190 och orsaken var sannolikt det så kallade ”Ryssbråket” som framkallats av tyska gästande köpmän 1188 (ändade 1191/1192), vilket sannolikt innebar att de tyska gästerna utestängdes av de bofasta tyskarna från S:t Pers kyrka, som då var den tyska församlingskyrkan. Medel för byggandet insamlades på de tyska skeppen i hamnen, vilket gjorde att byggandet gick långsamt. Ännu 1211 byggdes det på kyrkan. Byggnaden uppfördes troligen i två etapper med delvis ändrade planer och bytte arbetsledning, förebilderna var tyska. Kyrkan var när den invigdes 1225 sedan en tid en treskeppig romansk basilika med absidkor, tvärskepp och västtorn.

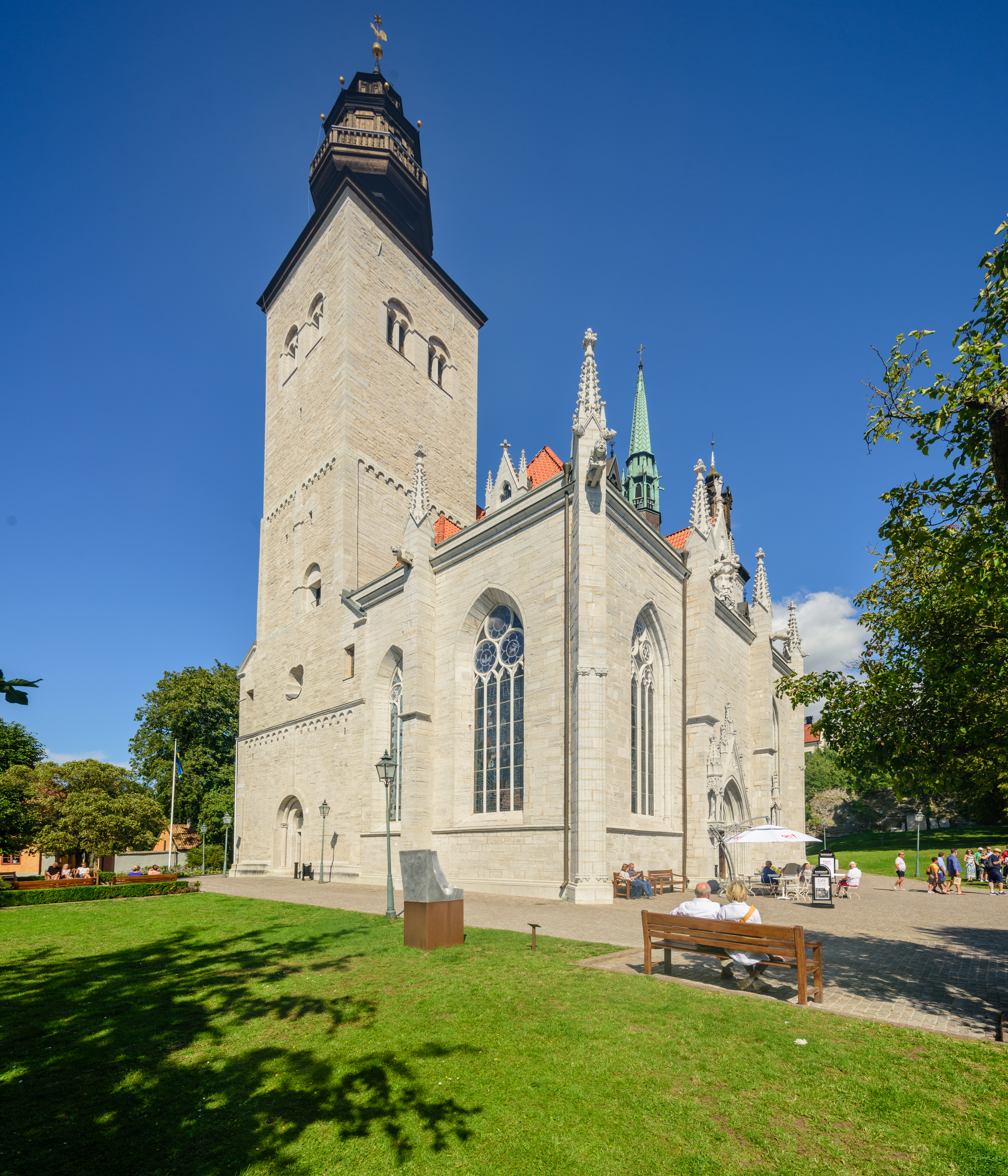
Visby domkyrka från väster.

Kort efter invigningen (omkring 1230 till omkring 1250) påbörjades nästa byggnadsetapp då de första stegen mot en hallkyrka togs genom att ett nytt kor uppfördes med flankerande torn och tvärskeppet fördubblades. Dateringen av brudportalen är ytterst osäker men den bör ha stått färdig i mitten av 1200-talet. Hallkyrkan fullbordades omkring 1250 – omkring 1260 genom att långhuset gjordes lika brett som tvärskeppen.
På 1300-talets första hälft utökades kyrkan genom att Stora kapellet uppfördes på dess södra sida. Mittskeppets murverk förhöjdes och kyrkans exteriör fick formen av en basilika (däremot inte interiört), detta under franskt inflytande där basilikan och gotiken var förhärskande i utsmyckningar etc. Även de båda östtornen förhöjdes. Gunnar Svahnström anser det mindre troligt att murverket höjdes endast för att passa nya stilideal och anger som troligare orsak en brand. Då den nya byggnadsdelen (Stora kapellet) försämrade ljusinsläppet togs de gotiska fönstren i långhuset upp och mot slutet av samma århundrade ändrades de senromanska fönstren och Köpmankoret uppfördes efter 1349 av bröderna Simon och Greger Swerting, till minne av deras ”mindre rättvist” år 1342 halshuggne fader, den tyske borgmästaren Herman Swerting. Även det lokaliserat på kyrkans södra sida, i direkt anslutning till Stora kapellet.
År 1397 gravsattes stoftet efter hertig Erik, den avsatte svenske kungen Albrekts son, i domkyrkan. Erik var före sin död Gotlands härskare.
Hans Nielssøn Strelow anger att kyrkan brann 1400 och att den sedan stod övergiven flera år, vilket förmodligen är en missuppfattning av händelser 1404 och 1407/1408, då blod spilldes på kyrkogården och kyrkan vid bägge tillfällena stängdes för att renas av en biskop. 1409 invigde biskop Knut från Linköping en Mariabild och renade möjligen då också kyrkogården. 1423 höjdes, på den gutniska församlingens initiativ, tornets murverk till nuvarande höjd och i mitten av 1400-talet försågs de båda östra tornen med spiror.

### Tidigmodern tid
Efter reformationen, och efter att stadsborna tvingats överge S:t Hans kyrka 1533/1534, valdes kyrkan ut bland de många Visbykyrkorna till stadskyrka för att senare 1572 upphöjas till domkyrka.
I början av 1600-talet eldhärjades kyrkans östra del och de båda tornhuvarna förstördes. Två fönster i den västra delen togs upp 1630. 1639 förfärdigades alla torntrapporna och bräder köptes till ett loft beläget ovan kyrkans valv. I slutet av århundradet inrättades ett rum för konsistoriets sammanträden i Stora kapellets nordvästra hörn, istället för det sädesmagasin som tidigare varit beläget där.
Ett skrank byggdes 1732 framför brudportalen, det ersattes omkring 1767 av ett kapell. På 1720-talet renoverades det västra tornet. I mitten av samma århundrade lades taken om och de sista resterna av munk- och nunnetegel ersattes med enkupigt modernt taktegel importerat från Lübeck. 1760 byggdes de båda spetsiga tornhuvarna i öster om efter av Johan Reinickes förslag och Stora kapellets barockgavel färdigställdes 1762 efter murarmästare Johan Hamgrens förslag.
Det västra tornet eldhärjades 1744 och den tidigare spetsiga tornhuven ersattes av den nuvarande efter förslag av byggmästare Christian Lotsby. Kyrkans inre renoverades 1765. En sakristia uppfördes 1778 på kyrkans norra sida och den igenmurade portalen i tvärskeppet utnyttjades som ingång.
1802 ansågs kyrkan vara i dåligt skick, bland annat var tornhuvarna och taken så rötskadade att de ansågs farliga och golven var på grund av de många gravarna därunder i uselt skick. Flera av bristerna avhjälptes de närmast därefter följande åren. 1816 påbörjades en restaurering som dock snabbt fick avslutas eftersom medel saknades. På 1820-talet lagades fönstren och trasiga masverk, i Stora kapellet lagades med masverken av ek.
En stor renovering genomfördes 1831–1832, den kom att kritiseras hårt av konsthistorikern Säve då byggnadshistoriska spår avlägsnades bland annat på mittpelarna, som höggs rena från anfang. Golven lades om och gravstenarna flyttades och höggs om (flera såldes också som byggnadsmaterial), väggytorna vitlimmades, delar av altarprydnaden togs bort och fönstret bakom altaret spikades delvis igen till formen av Guds allseende öga. Två läktare revs och bänkarna byggdes om, överflödig inredning såldes på auktion.

### Modern tid

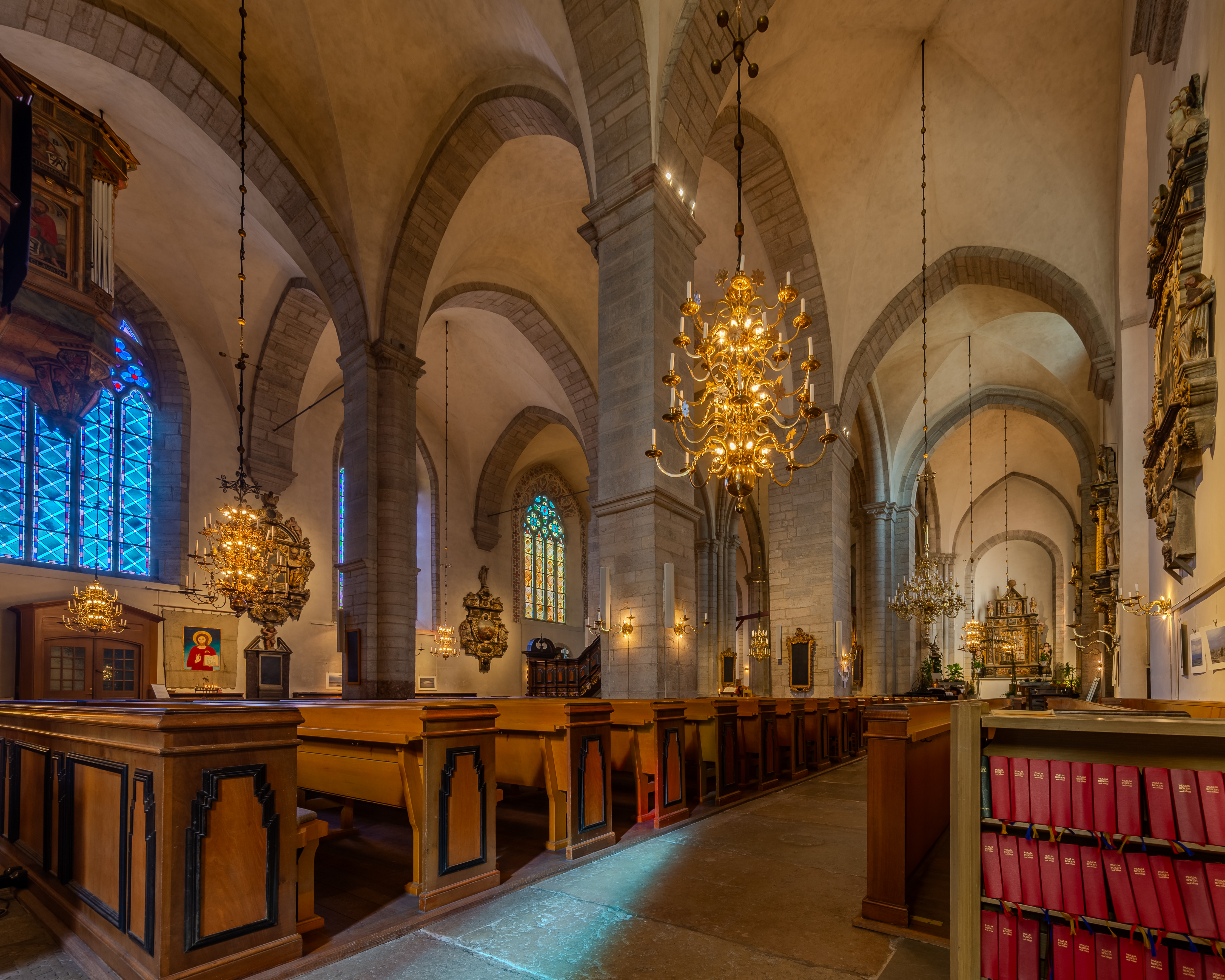
Interiören av kyrkan i augusti 2020.

En stor inre restaurering efter förslag av arkitekt Gustaf Petterson, kom till stånd 1890-1893 då bland annat golven åter lades om, samtidigt installerades ett nytt värmesystem. Väggar och valv putslagades och avfärgades, korets väggar och valv målades om av C. W. Pettersson efter ritningar av E. Bergh. Stenytorna frilades från färg, sten nyhöggs helt eller delvis och de västra pelarna kläddes med nyhuggen sten. Långhusets emporvåning öppnades upp och en skiljevägg i Stora kapellet togs bort. Högaltaret flyttades och altarprydnaden togs bort, kyrkbänkarna och orgeln nygjordes och övrig inredning omdisponerades. Korets gotiska fönster rekonstruerades och försågs med nya glasmålningar av glasmästare Carl de Bouché från München.
Vid sekelskiftet 1900 genomfördes en yttre restaurering efter förslag av arkitekt Axel Herman Hägg, restaureringen syftade till att återställa den medeltida kyrkan vilket gjordes i engelsk nygotik. De största förändringarna innebar att barockgaveln på Stora kapellet ersattes med en nygotisk, en ny sakristia uppfördes och sidoskeppens tak sänktes. Fasaderna frilades från puts och nya stenskulpturer höggs. 1907 försågs koret med målningar utförda av C. W. Pettersson efter gjorda förlagor av Hägg och ett retabel placerades på altaret, även det ritat av Hägg.
Åren 1944–1945 restaurerades kyrkan invändigt efter förslag av arkitekt Erik Fant, då väggar och valv målades och kyrkbänkarna nybyggdes av valnötsträ, som skadats under krigsvintrarna tidigare samma decennium. Även orgelläktare och altarskranket nygjordes av detta virke.

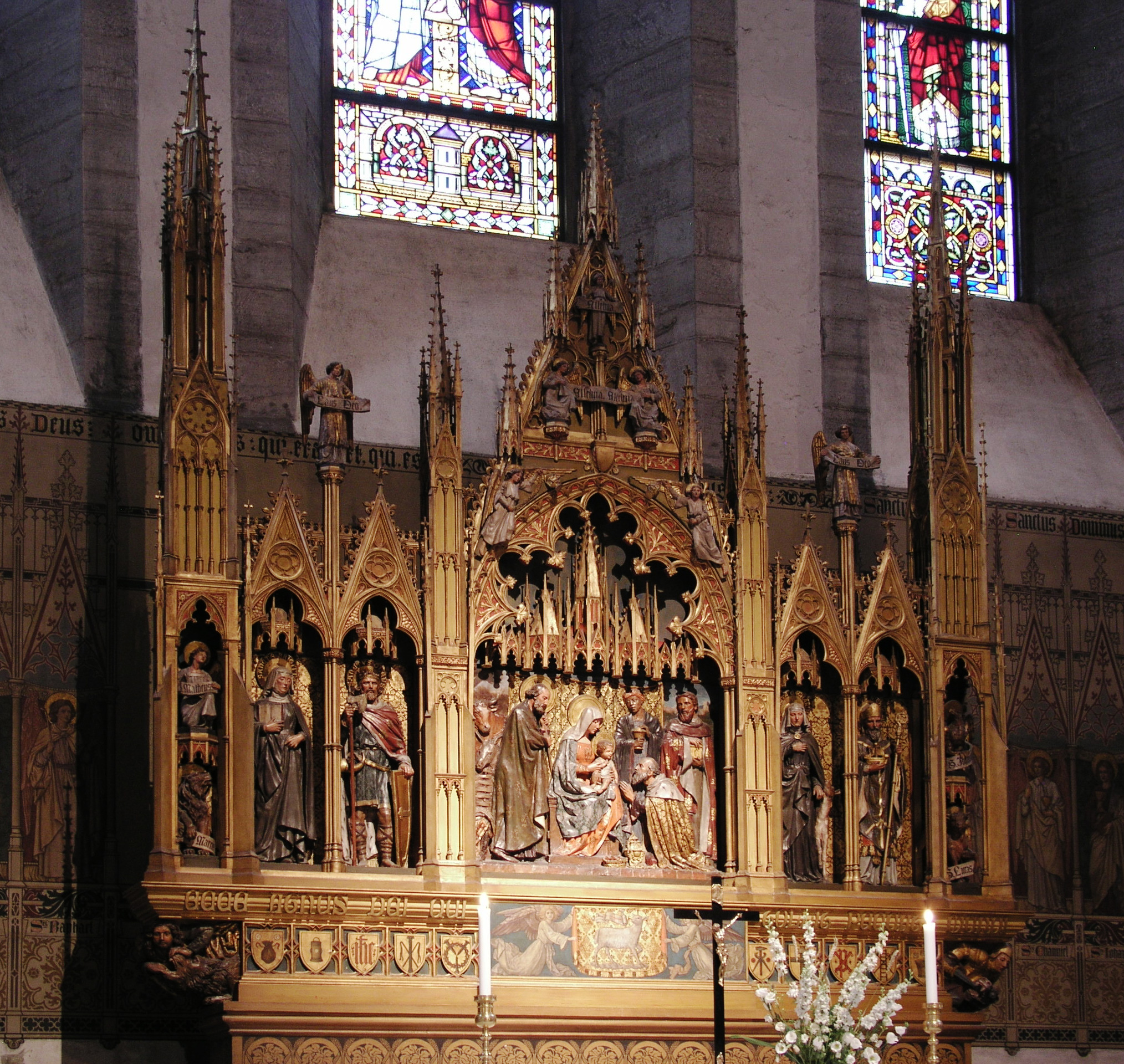
Domkyrkans högaltare, installerat år 1905.

Efter Hansakatastrofen 1944 finns ett kor som sedan katastrofen kallas för Hansakoret där en minnestavla över de omkomna finns. I Hansakoret finns dessutom fler minnestavlor.
1979-1985 genomfördes en omfattande inre och yttre renovering efter förslag av Jerk Alton. Taken byttes, murverken förstärktes och fasaderna rengjordes. Masverk rekonstruerades. Svalgångar byggdes på vinden ovanför arkaderna. Belysningen kompletterades, nya värme- och högtalarsystem installerades. Väggar och valv rengjordes och muralmåleri togs fram. Kulturhistoriskt värdefulla föremål konserverades. Inredningen i långhuset byggdes om. De båda rummen (böne- och silverkammare) vilka flankerar koret restaurerades. Stora kapellet försågs med nya glasmålningar och omdanades till enskilt gudstjänstrum med ny inredning ritad av arkitekten. Sakristibyggnadens interiör omgestaltades helt där samtalsrum, textilkammare, arbetsrum, kapprum med toaletter och värme- och elcentral inrymdes.
I ett av tornen har Telia Sonera byggt en basstation för mobiltelefoni.

### Swertingska kapellet

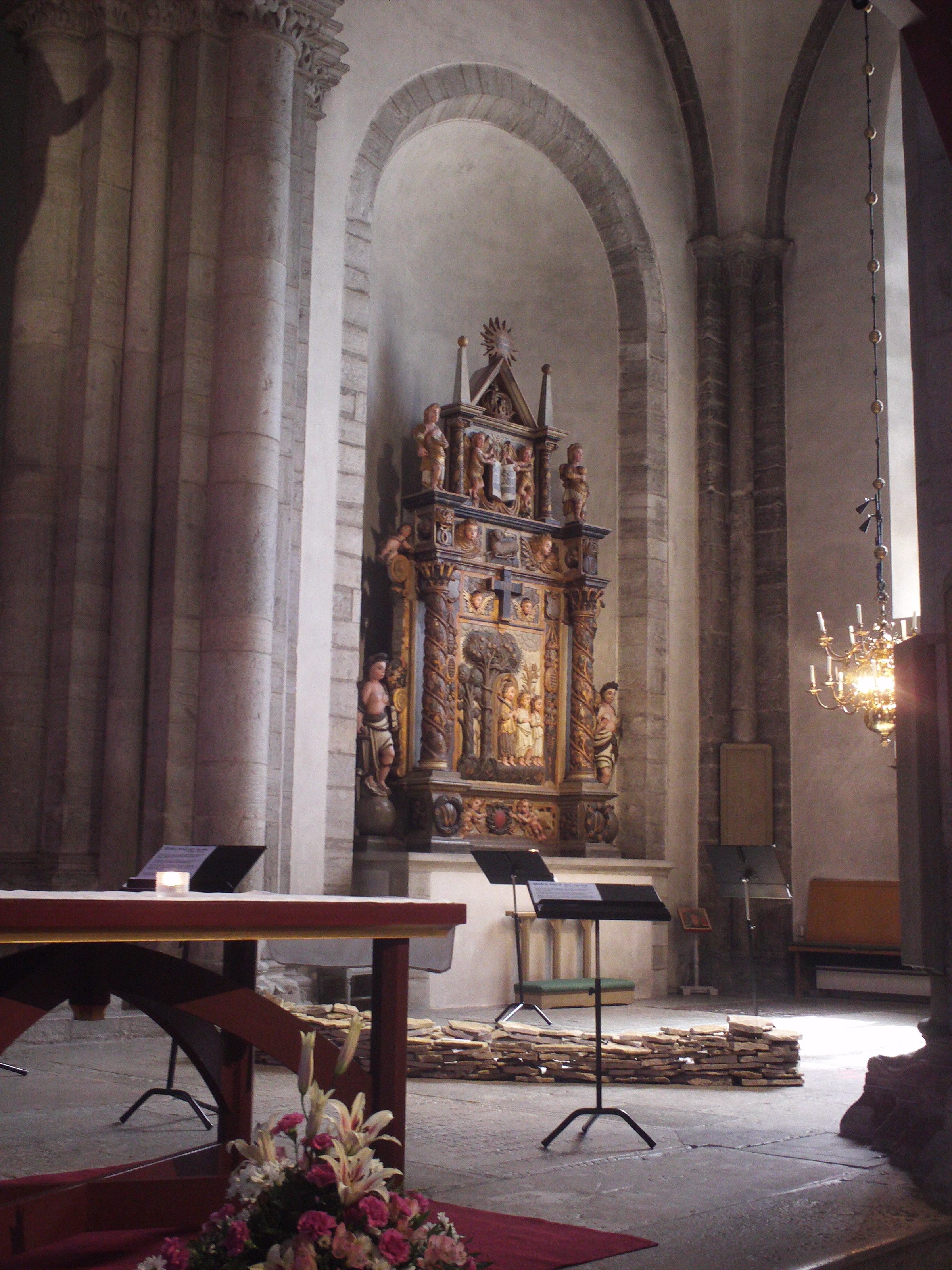
Altaret i Pilgrimskapellet från 1682.

På 1300-talets första hälft utökades kyrkan genom att Swertinska kapellet, även kallat Stora kapellet, uppfördes på dess södra sida. Kapellet byggdes som en förhall och blev först senare en utbyggnad av kyrkorummet. Kapellet renoverades 1979–1985 under ledning av Jerk Alton och kapellet iordningställdes som ett gudstjänstrum. Altaret placerades i väster. Kapellet renoverades igen 2013–2015 och en orgelläktare byggdes i västra delen av kapellet dit Klinteorgeln flyttades. I kapellet finns dessutom ett bokbord för besökare.

### Pilgrimskapellet
I det södra tvärskeppet finns sedan 2017 Pilgrimskapellet. Altaret är tillverkat 1682 i Burgsvik av Adam Lang och skänktes till kyrkan av landshövdingen Johan Cedercrantz och föreställer Adams och Evas utdrivande ur paradiset. I den övre delen finns en uppslagen bok med texten "Salige äre the som höra Guds ordh och göma the.". Altaret placerades på sin plats i det södra tvärskeppet år 1911.

### Inventarier

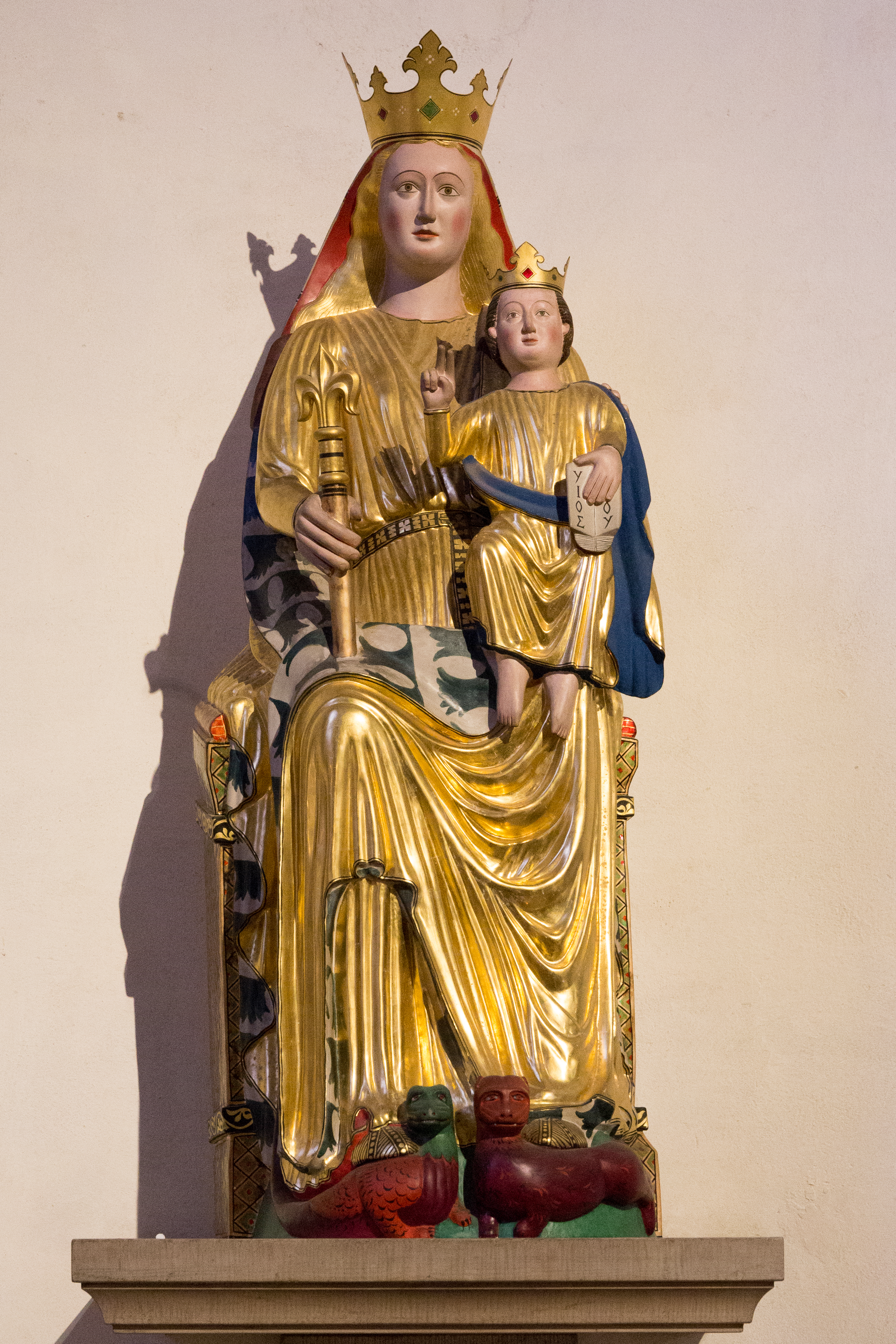
Rekonstruktionen av statyn av Jungfru Maria från 1200-talet.

Domkyrkans altartavla är ritad av Axel Herman Hägg och installerades i domkyrkan år 1905. Altartavlan tillkom under den pågående restaureringen av domkyrkan, vars mål var att återföra kyrkan till dess medeltida utseende. Altartavlan föreställer konungarnas tillbedjan av det nyfödda Jesusbarnet, omgivna av den heliga Birgitta, Sankt Olof, Sankta Katarina av Vadstena och Sankt Nikolaus. Bakom altaret återfinns Jesu tolv apostlar. Domkyrkans tidigare medeltida altarskåp finns i Källunge kyrka. 
Över centralaltaret finns en ekstaty av Kristus från 1200-talet. Den föreställer den uppståndne Kristus. I ett av domkyrkans sidokor finns en staty av Jungfru Maria som är en rekonstruktion av originalet från 1200-talet. Statyn invigdes runt åren 1999–2000. Statyn är skuren i lindträd av Fred Fleming.
Domkyrkans predikstol är tillverkad i valnötsfanerad ek från 1684. Den skänktes av rådmannen Johan Wolters och hans hustru Catharina. Den ersatte en predikstol från 1548 som såldes till Grötlingbo kyrka.

## Domkyrkans glasmålningar
Domkyrkan har utan tvivel haft tidigare medeltida glasmålningar, vilka försvann i ett tidigt stadium. 1892 tillkom nya glasmålningar i koret och målningarna utfördes av Carl de Bouche i München. Mittfönstret föreställer Kristus på korset omgiven av Jungfru Maria och aposteln Johannes under sol och måne. På båda sidorna av mittfönstret föreställer glasmålningarna Petrus och Paulus. De färgade glasen i domkyrkans samtliga masverksfönster tillkom vid renoveringarna 1979–1985. Glasmålningarna i Swertingska kapellet är utförda av Pär Andersson. Fönstren i kapellet föreställer: "Vinträdet", "Det himmelska Jerusalem", "Sanningens väktare", "Örtagårdsmästaren" och "Apokalypsen". 

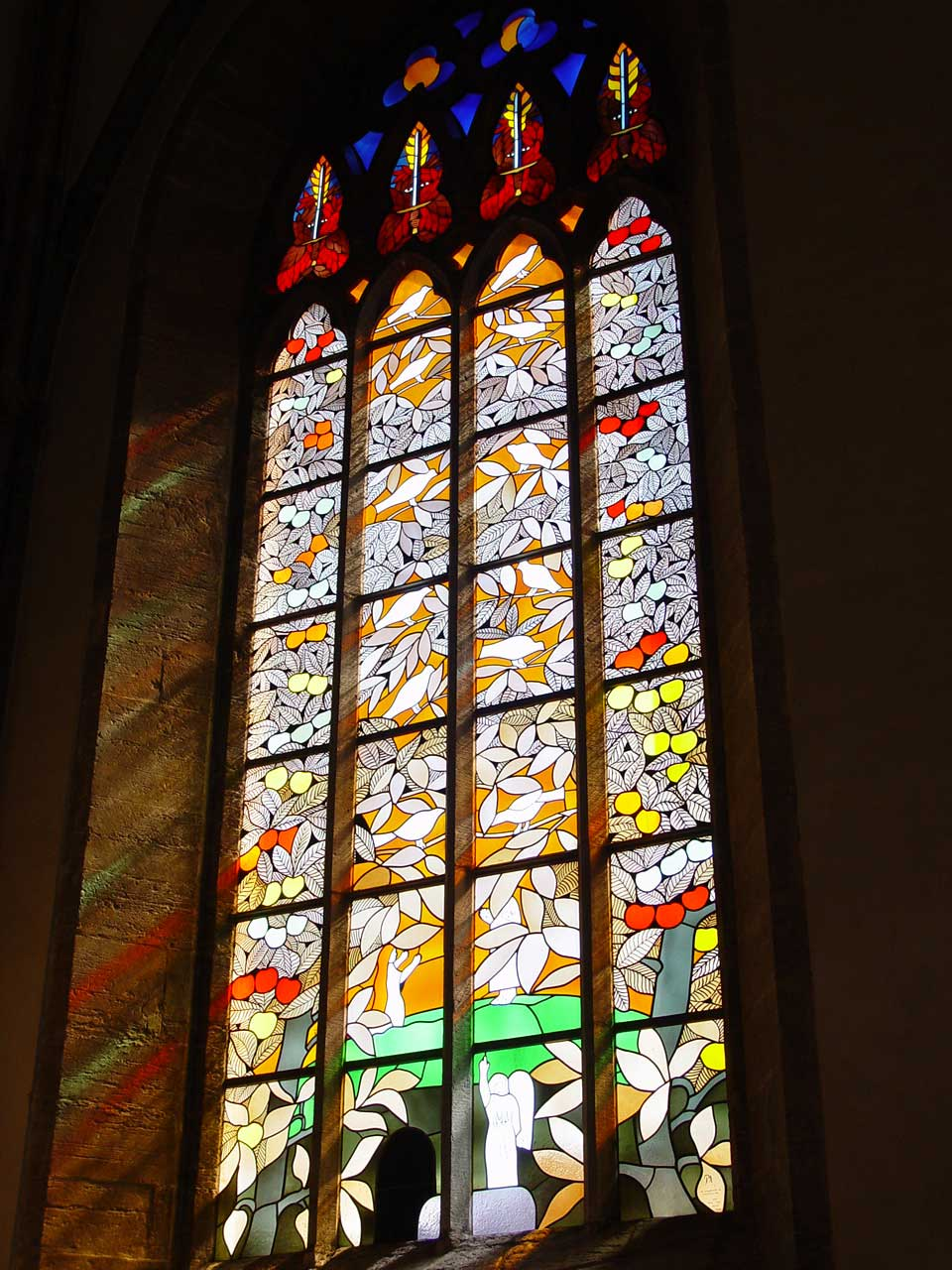
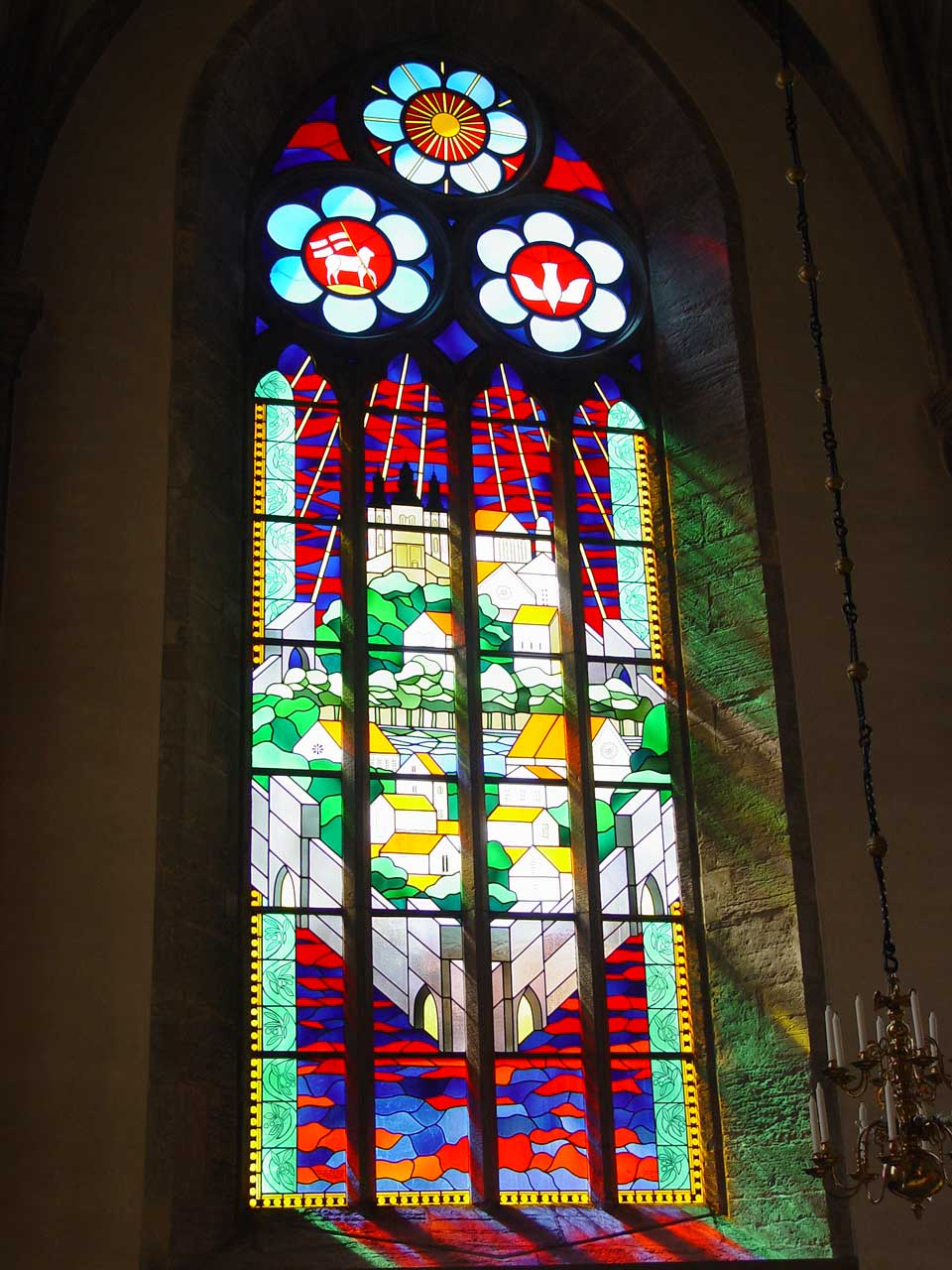
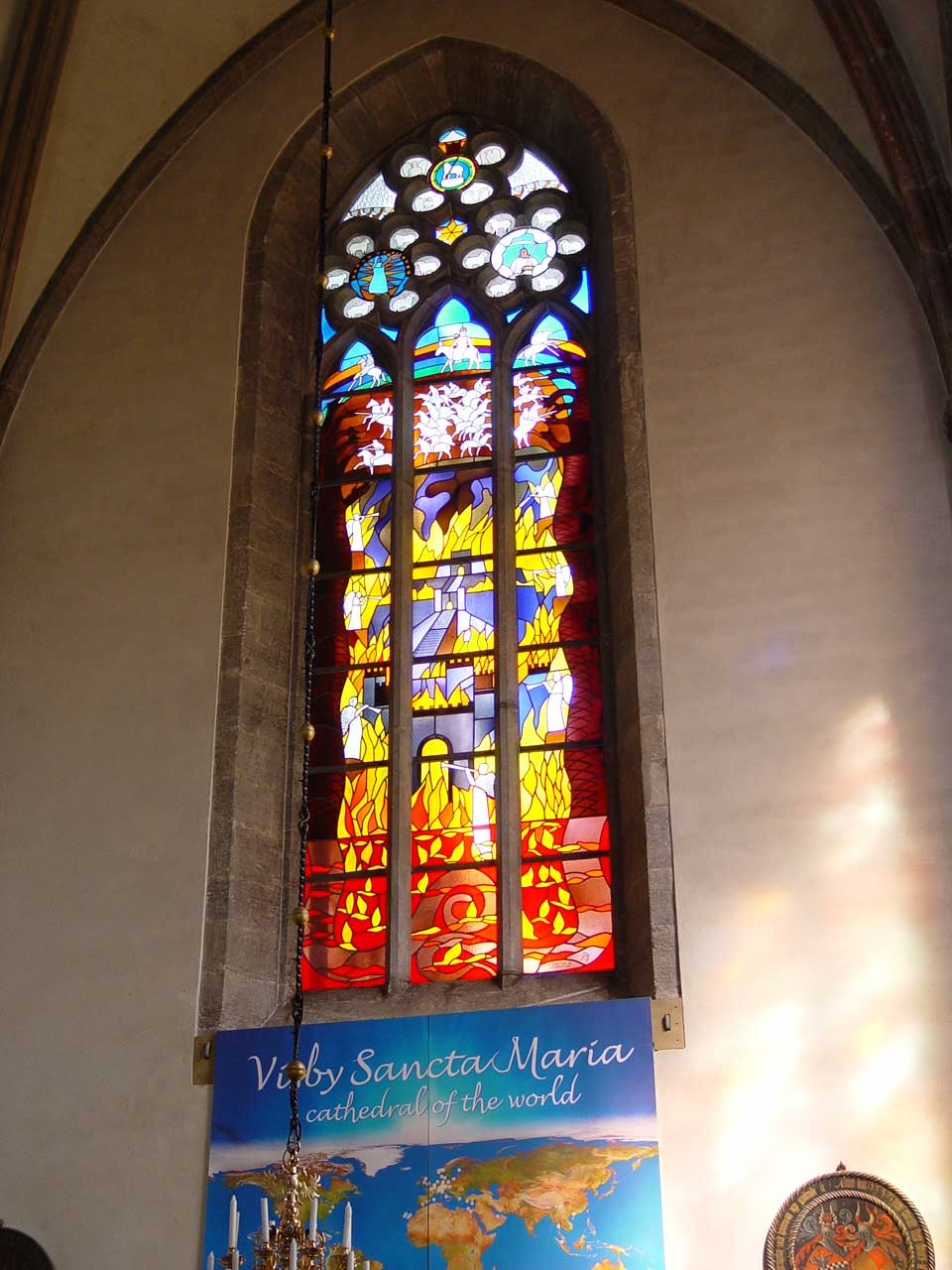
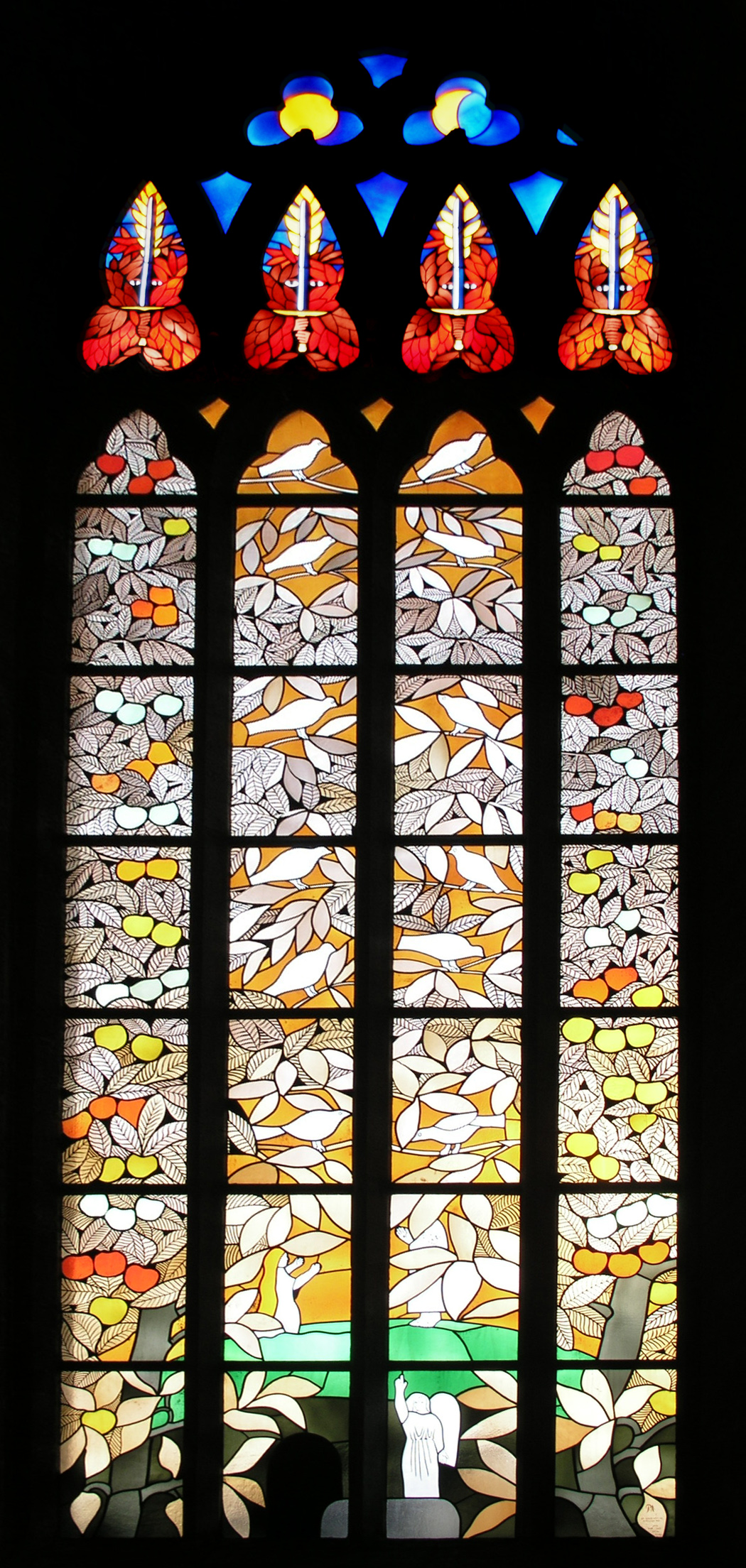
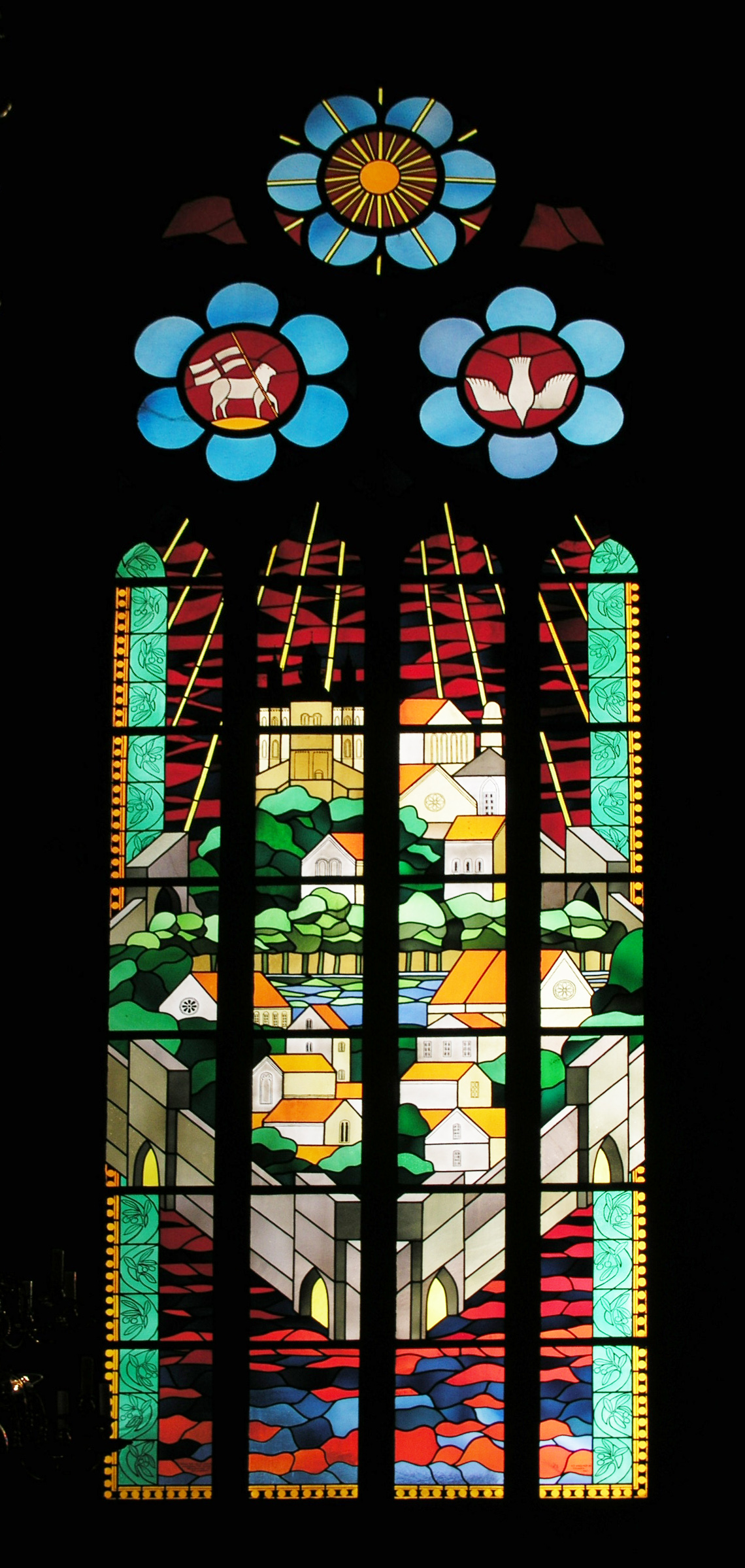

## Orglar

### Stora orgeln (norra skeppsläktaren)
- På 1300-talet fanns en orgel i kyrkan.
- Under 1600-talet byggdes en orgel med 33 stämmor.
- 1838 byggde Sven Petter Pettersson, Visby, en orgel med 20 stämmor. Den flyttades 1892 till Lau kyrka.
- 1891 byggde Åkerman & Lund, Stockholm, en orgel med 20 stämmor.
- 1948 byggde Mårtenssons orgelfabrik, Lund en ny orgel. 1986 renoverades den av A. Magnusson Orgelbyggeri AB.
- 1999 återfördes orgeln till autentisk gestalt av Åkerman & Lund, Knivsta och Lars Norgren. Intonation utförd av Helmuth Gripentrog och Kalevi Mäkinen.

| Huvudverk I C-g3    | Svällverk II C-g3   | Pedal C-f1          | Koppel   |
| Borduna 16’         | Bassetthorn 8’      | Violon 16’ (ny)     | I/P      |
| Principal 8’        | Rörfleut 8’         | Subbas 16’          | II/P     |
| Flute harmonique 8’ | Salicional 8’       | Quinte 12'          | II/I     |
| Dubbelfleut 8'      | Voix Céleste 8'     | Violoncelle 8' (ny) | I 4'/I   |
| Gamba 8'            | Flute octaviante 4' | Octava 4'           | II 16'/I |
| Octava 4'           | Waldflöjt 2' (ny)   | Basun 16'           |          |
| Octava 2'           | Euphon 8'           |                     |          |
| Mixtur 3 ch (ny)    | Corno 8' (ny)       |                     |          |
| Cornet 3 ch         | Clairon 4' (ny)     |                     |          |
| Trumpet 8'          |                     |                     |          |

### 1599 års orgel (västra mittskeppsläktaren)
Ursprungligen byggd ca 1599, magasinerad sedan 1838. 2016-17 rekonstruerad av Grönlunds Orgelbyggeri, Gammelstad. Intonation: Mads Kjersgaard.
| Hauptwerck      | Rückpositief  | Bröst positiv    | Pedahl             |
| --------------- | ------------- | ---------------- | ------------------ |
| Principal 8'    | Principal 8'  | Gedacht 8'       | Untersats 16'      |
| Gedacht 8'      | Gedacht 8'    | Quintadin 4'     | Gedackt Baß 8'     |
| Quintadin 8'    | Blockflöte 4' | Twerpipe 4'      | Quintadin Baß 4'   |
| Octav 4'        | Octav 2'      | Nassat 3'        | Oktav Bas 4'       |
| Spilpip 2'      | Sedecime 1'   | Wald Flöte 2'    | Nachthorn 2'       |
| Superoctav 2'   | Cymbal III    | Harpe Regal 8'   | Baurpfeifen bas 1' |
| Sifflit 1 1/2'  | Trompet 8'    | Singend Regal 4' | Bassun Bas 16'     |
| Mixtur III      | Krumb Horn 8' |                  | Trompet Bas 8'     |
| Rusquint III ch |               |                  | Corneten bas 2'    |
| Schnarrverk 16' |               |                  |                    |

Koppel: Rückpositief/Hauptwerck
Omfång: Man: C,D,E,F,G,A,B,H,c – g2, a2. Pedal: C,D,E,F,G,A,B,H, c – d1.
Temperering: Medelton.

### Mariaorgeln
Orgeln i Swertingska kapellet även kallad Mariaorgeln är byggd 1984 av A Magnussons Orgelbyggeri AB, Mölnlycke. Orgeln är mekanisk. Fasaden är ritad av Jerk Alton.
| Huvudverk I   | Bröstverk II | Pedal      | Koppel |
| Rörgedackt 8’ | Gedackt 8’   | Subbas 16’ | I/P    |
| Principal 4’  | Flöjt 4’     | Pommer 4’  | II/P   |
| Kvinta 2 2⁄3’ | Principal 2’ |            | II/I   |
| Waldflöjt 2’  |              |            |        |

- Orgeln ändrades 1999 av Robert Gustavssons Orgelbyggeri, Härnösand. Intonation utförd av Mads Kjersgaard, Uppsala.

| Huvudverk I C-g3 | Bröstverk II C-g3 | Pedal      | Koppel C-f1 |
| Rörgedackt 8’    | Trägedackt 8’     | Subbas 16’ | I/P         |
| Principal 4’     | Träflöjt 4’       | Pommer 4’  | II/P        |
| Kvinta 2 2⁄3’    | Öppen träflöjt 2’ |            | II/I        |
| Waldflöjt 2’     | Regal 8'          |            |             |

### Klinte-orgeln
År 1998 restaurerade Tomas Svenske AB, Brunna, den magasinerade orgeln. Orgeln tillverkades 1870 av Åkerman & Lund, Stockholm, och användes mellan 1870 och 1977 i Klinte kyrka, Visby stift. Därefter magasinerades orgeln men används idag i Visby domkyrka. Orgeln är mekanisk och har fotpumpanordning och elektrisk fläktanordning.
| Manual c-f3     | Pedal C-g | Koppel |
| Borduna 16’ B/D | Bihängd   | I 4'/I |
| Principal 8’    |           |        |
| Rörflöjt 8’     |           |        |
| Salicional 8’   |           |        |
| Octava 4'       |           |        |
| Trumpet 8' B/D  |           |        |

### Guldrupe-orgeln
Orgeln restaturerades 1994 av Tomas Svenske AB, Brunna, och används idag. Orgeln tillverkades från början på 1860-talet av Olof Niclas Lindqvist, Visby. Den har under en tid varit i Guldrupe kyrka, Visby stift. Orgeln är mekanisk och har bara en fotpumpanordning.
| Manual C-f3   | Pedal | Koppel |
| Salicional 8’ |       |        |
| Principal 4’  |       |        |

### Continuo-orgeln
Tillverkades 1996 av Ålems orgelverkstad (Sune Fondell), Ålem. Orgeln är mekanisk.
| Manual C-f3  |
| Gedackt 8’   |
| Principal 4’ |
| Flöjt 4’     |
| Octava 2’    |

### Diskografi
Inspelningar av musik framförd på kyrkans orglar.
- Elévation : Claes Holmgren spelar på orglarna och klockspelet i Visby domkyrka. CD. Visby domkyrkoförsamling. Nummer saknas. 1995?.
- Mankelliana : organ music by Gustaf Mankell / Holmgren, Claes, orgel. CD. Organic OR 02-2. 2002. - Musik på stora orgeln på norra skeppsläktaren.
- Holmgren, Claes (2013). Organ document Gotland : meeting nine organs. Visby: Visby domkyrkoförsamling. Libris 14683788 - Klinte-orgeln i domkyrkan ; 1890-talsair från norra skeppsläktarorgeln i Visby Domkyrka.
- Organ improvisations / Höglund, Ola, orgel. CD. Swedish Society Discofil SCD 1044. 1989.
- Visby domkyrka / Englund, Ernie, trumpet ; Höglund, Ola, orgel. CD. Four Leaf Clover FLC CD 144. 1996. - Även utgiven som LP 1984.

## Domkyrkoklockorna
Domkyrkan har totalt fem kyrkklockor och ett klockspel. I domkyrkans västtorn hänger de tre kyrkklockorna. I sydöstra tornet hänger ett klockspel, bestående av 45 klockor. I västtornet finns en avställd slagklocka och dessutom finns en slagklocka i takryttaren ovanför Swertingska kapellet. Klockan i takryttaren göts 1904 av Johan A. Beckman & Co. i Stockholm och väger 31 kg.  

### Kyrkklockor
- Storklockan är gjuten år 1897 av K.G Bergholtz klockgjuteri i Stockholm. Klockans diameter är 163 cm och den väger 2380 kg. Dess ton är h0. På klockan återfinns inskriptionen "Sursum Corda".
- Mellanklockan är gjuten år 1745 av Gerhard Meyer i Stockholm. Klockans diameter är 138 cm och den väger 1446 kg. Dess ton är ciss1.
- Lillklockan är gjuten år 1783 av Gerhard Meyer i Stockholm. Klockans diameter är 120 cm och den väger 950 kg. Dess ton är f1. Klockan är en donation från Christian Berg och hans hustru.[2]

### Klockspelet
1960 fick domkyrkan ett klockspel bestående av 42 klockor i det sydöstra tornet. 1962 utökades klockspelet till 45 klockor. Klockorna är gjutna av Bergholtz klockgjuteri i Sigtuna. Klockspelets största klocka väger 640 kg. På en av klockorna i klockspelet finns inskriptionen: "Sjungen och spelen till Herrens ära/Detta klockspel har skänkts till Sancta Maria domkyrka av Svenska Handelsbanken och/Gotlands bank/ Det har uppsats år 1960/ då Algot Anderberg var biskop/över Visby stift:"

### Interiör

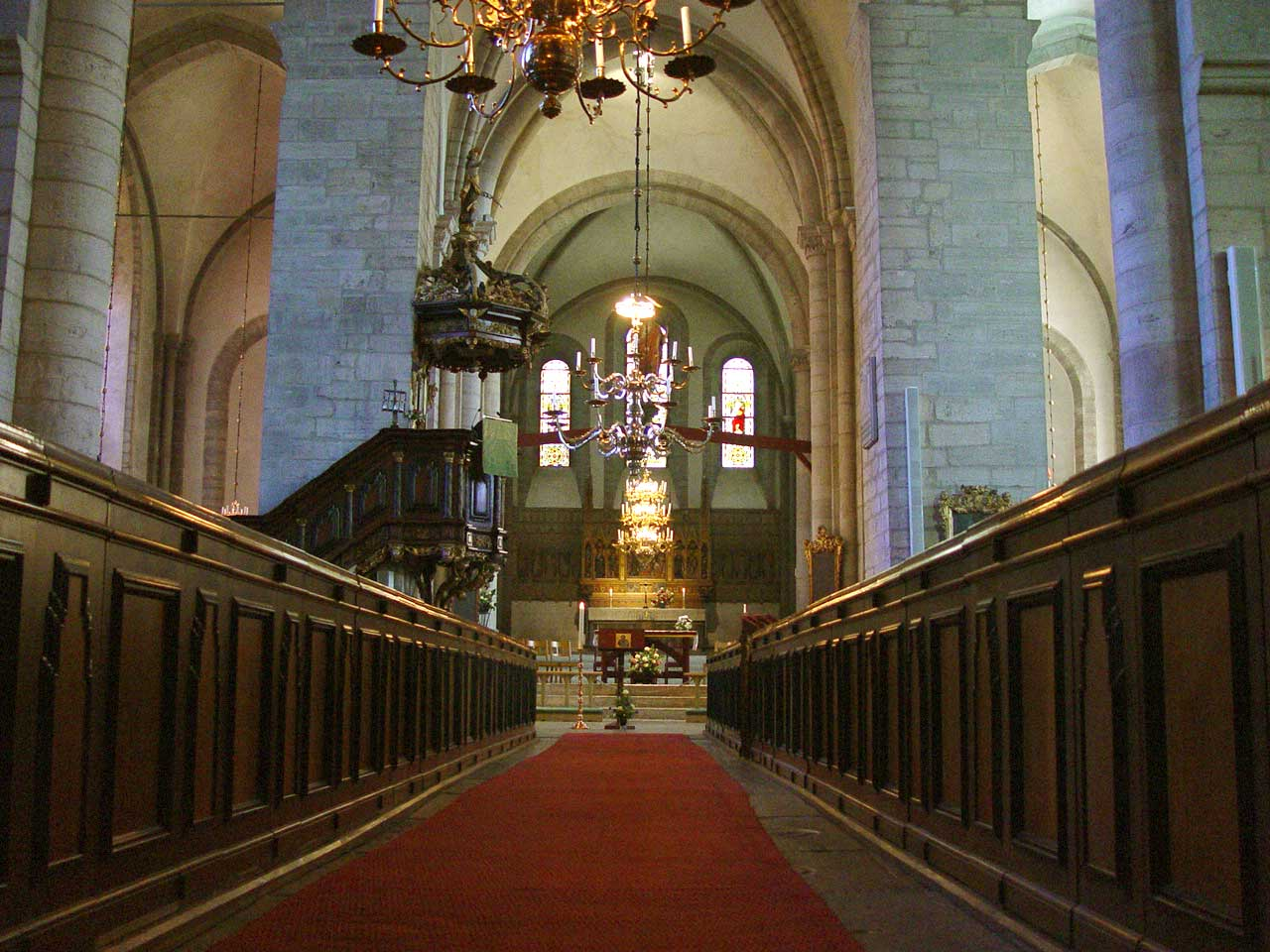
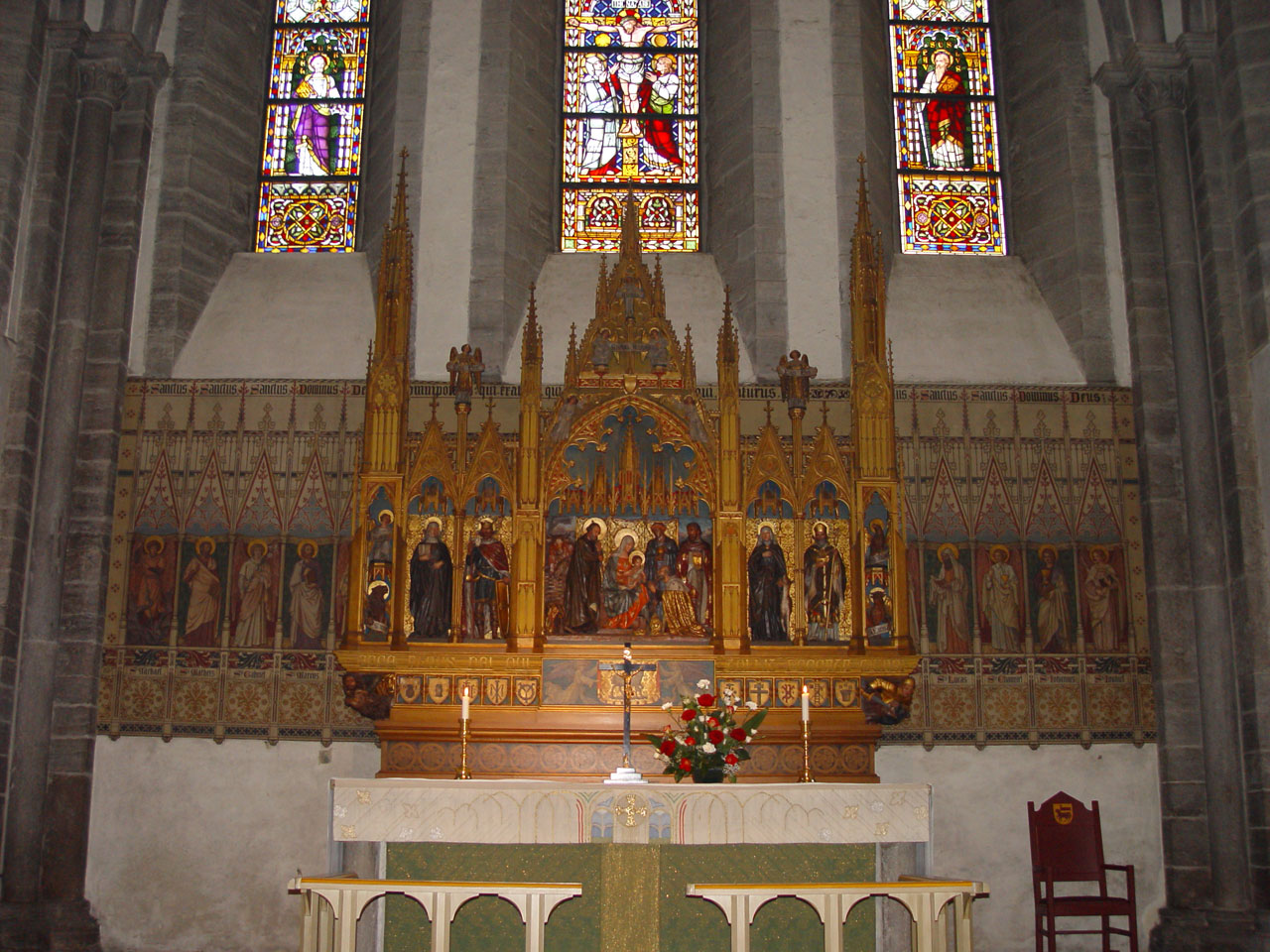
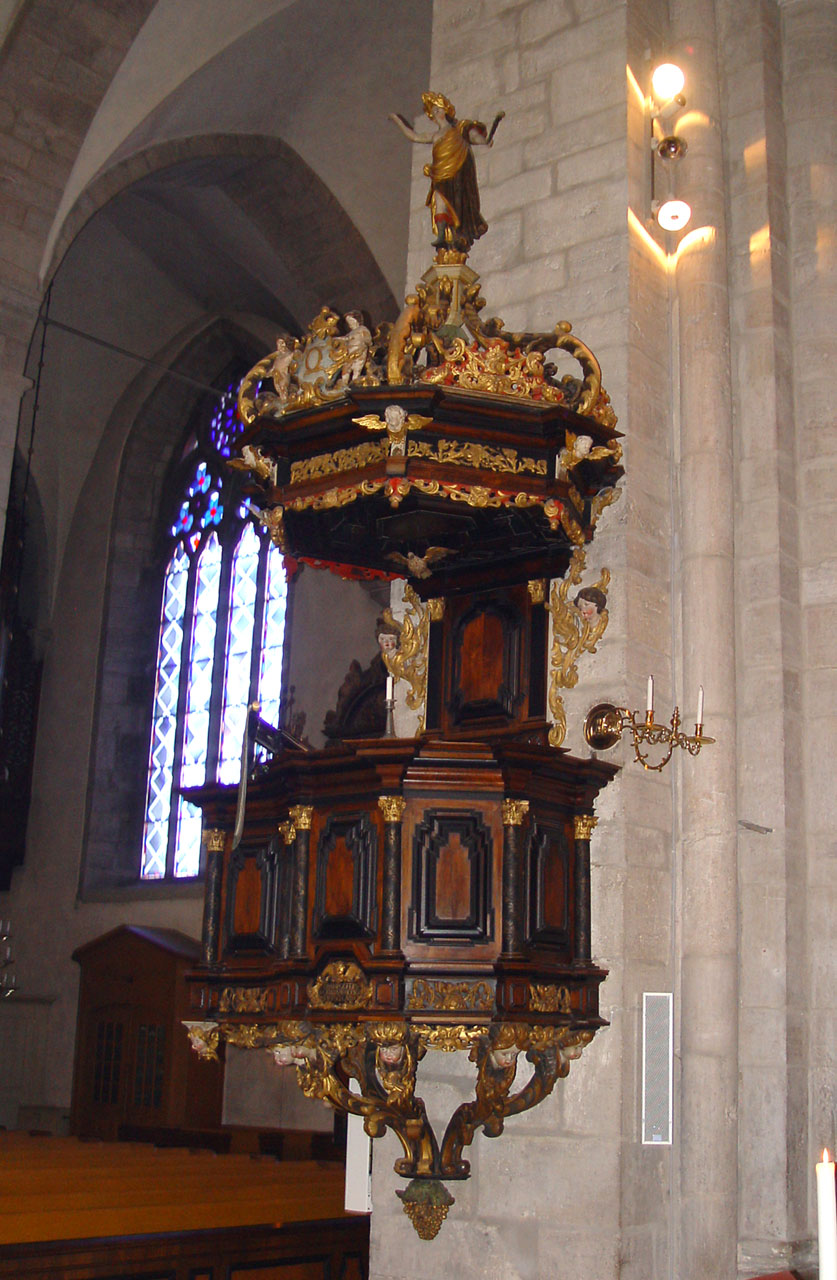
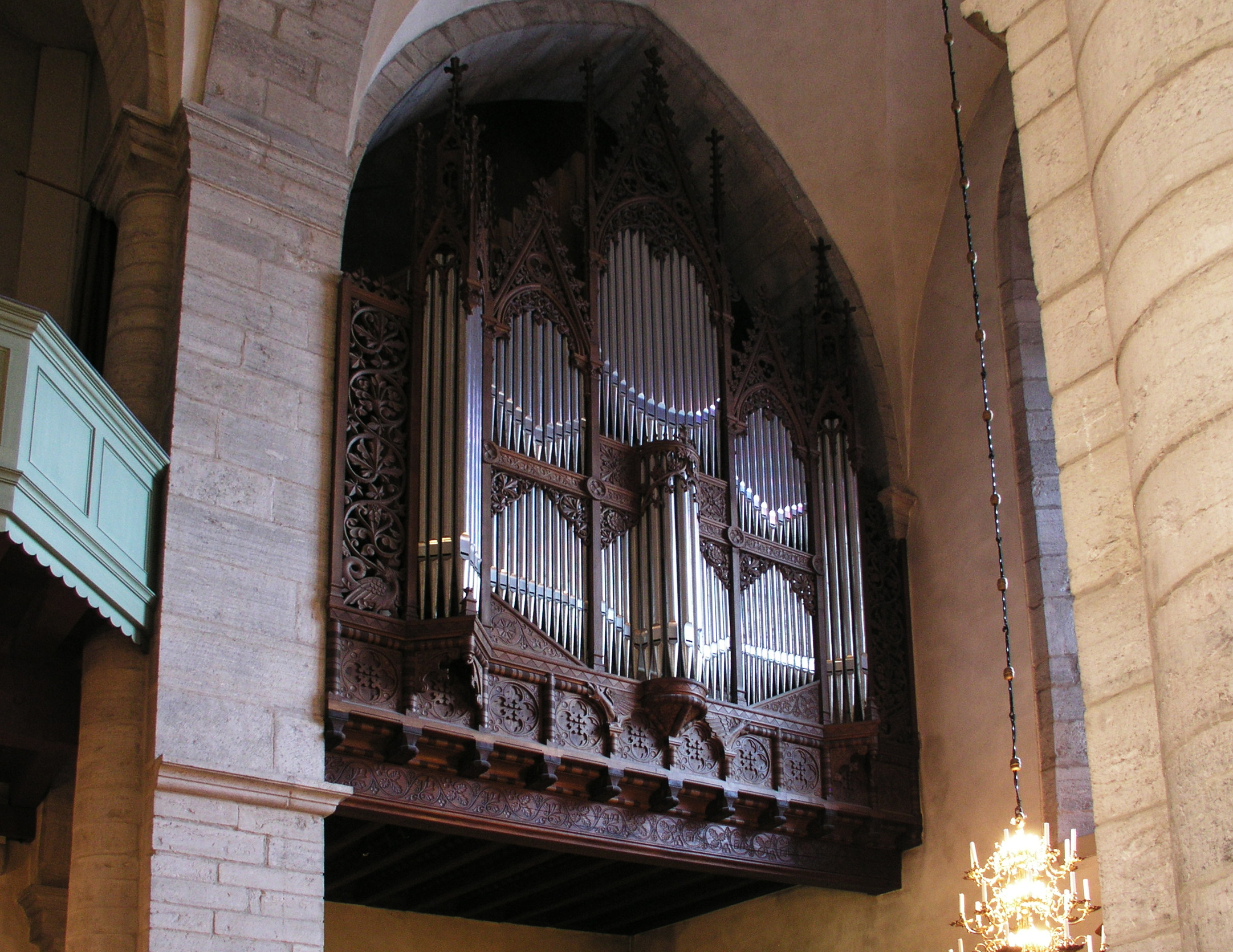
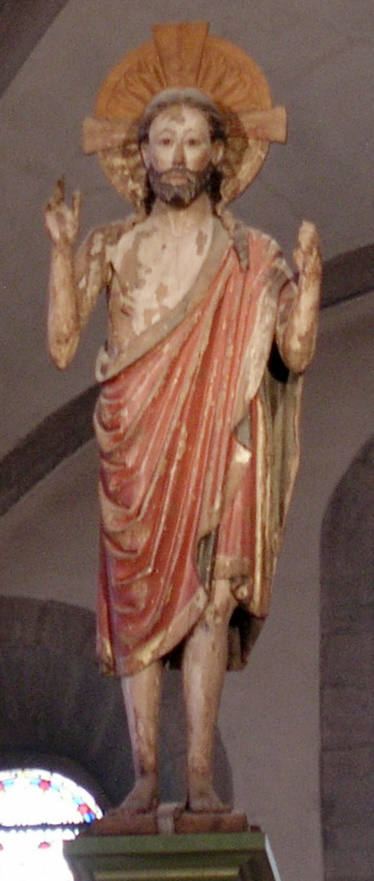

## Bilder

### Exteriör

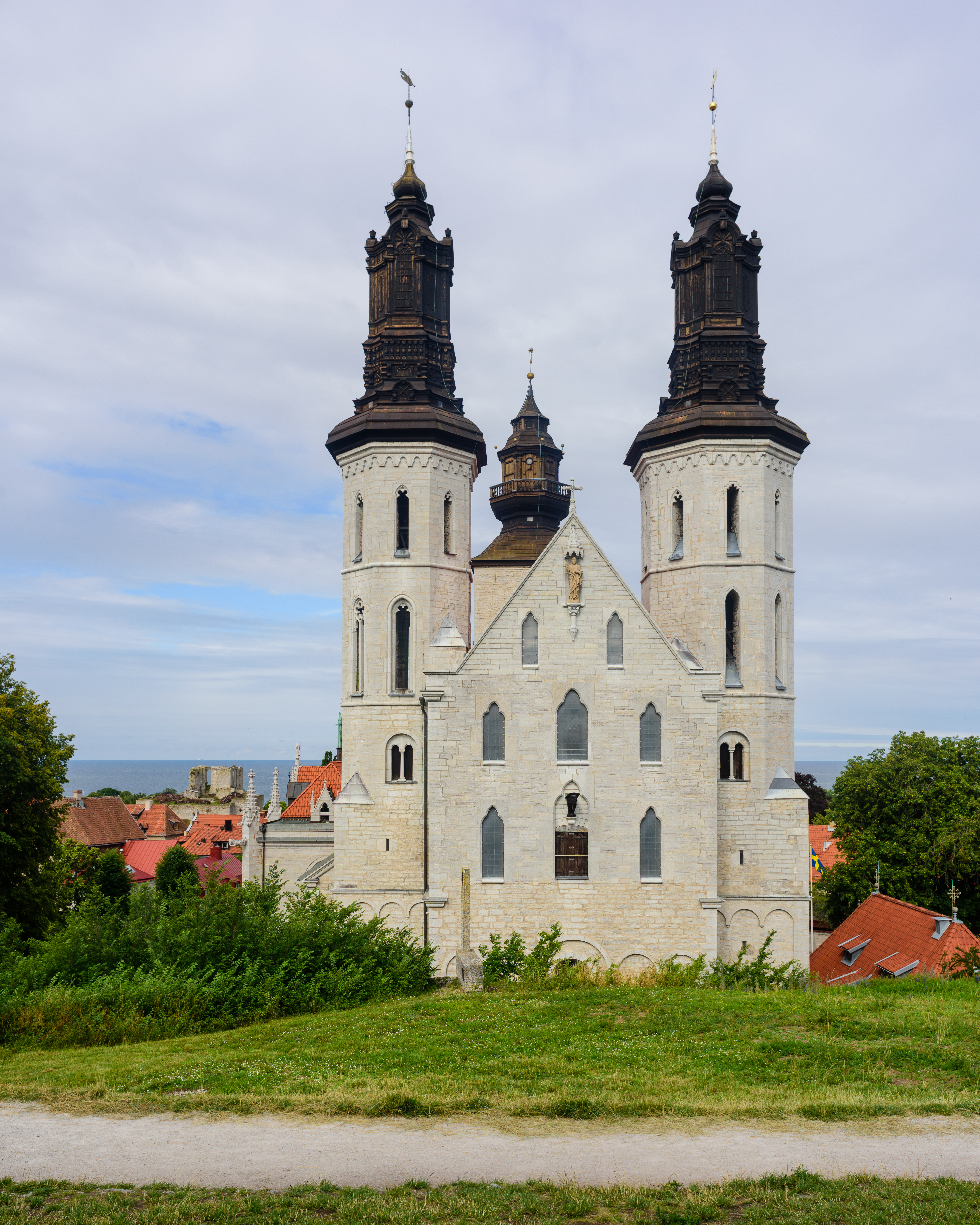
S:ta Maria sedd från öster.
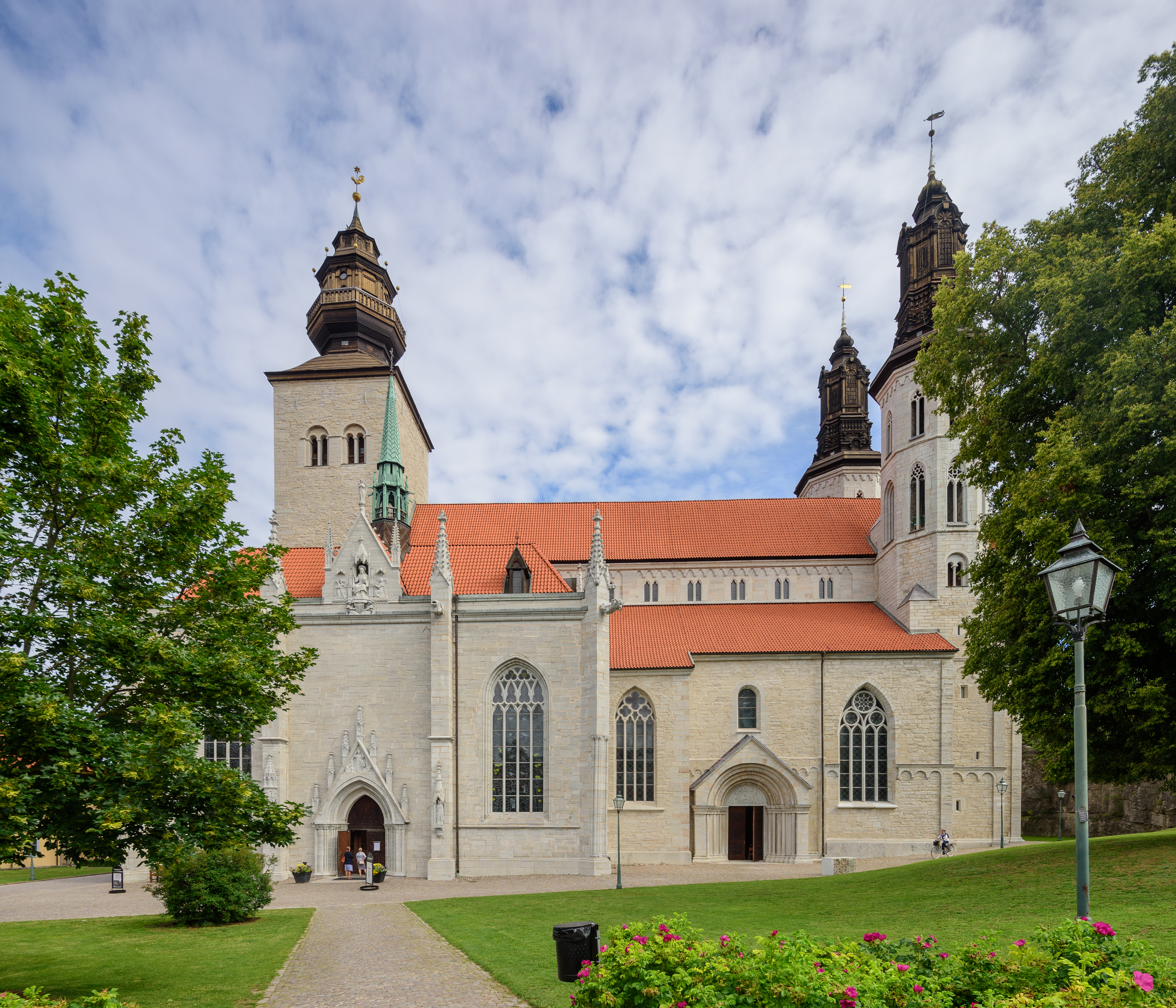
S:ta Maria, sydöstra sidan.
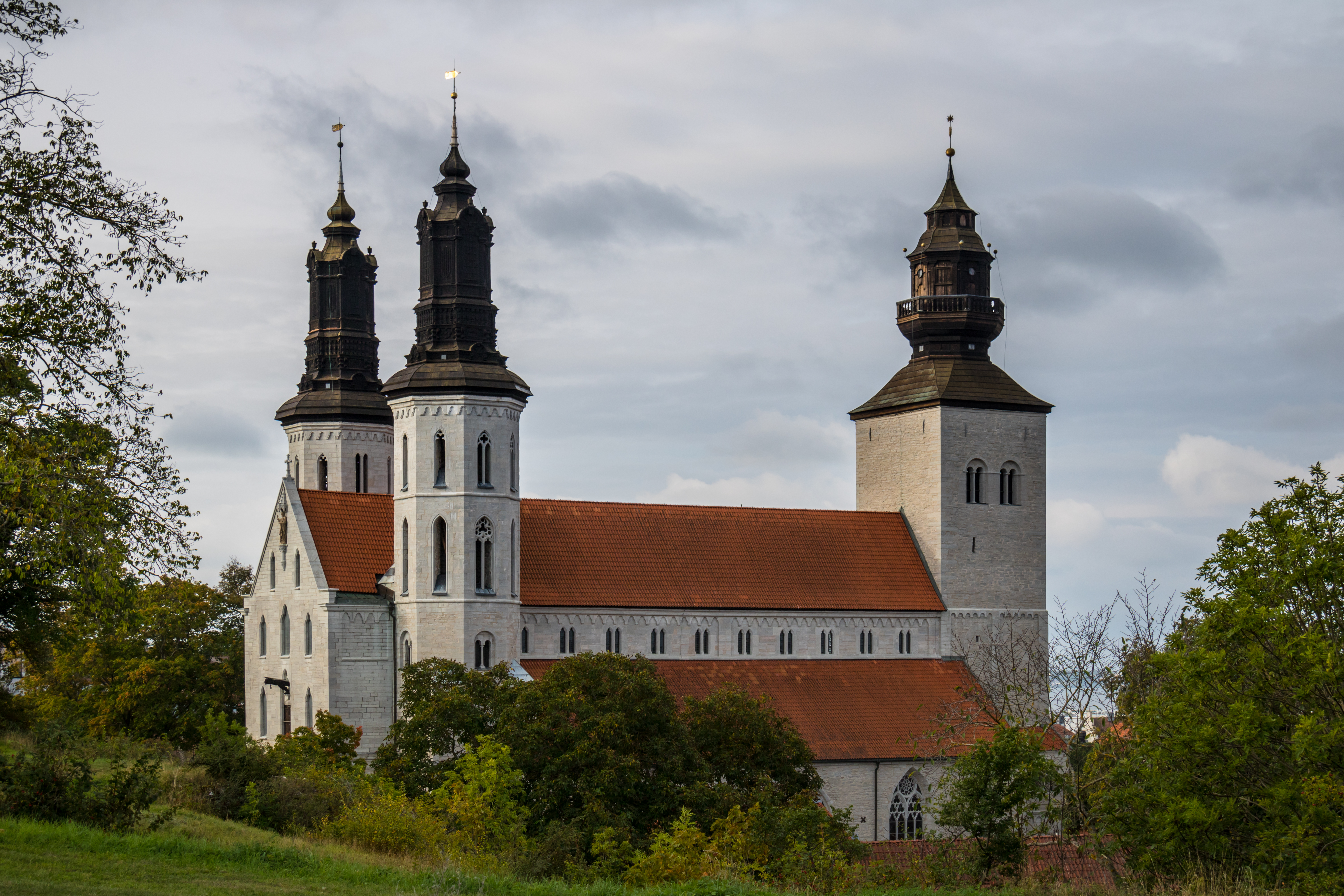
S:ta Maria, norra sidan.
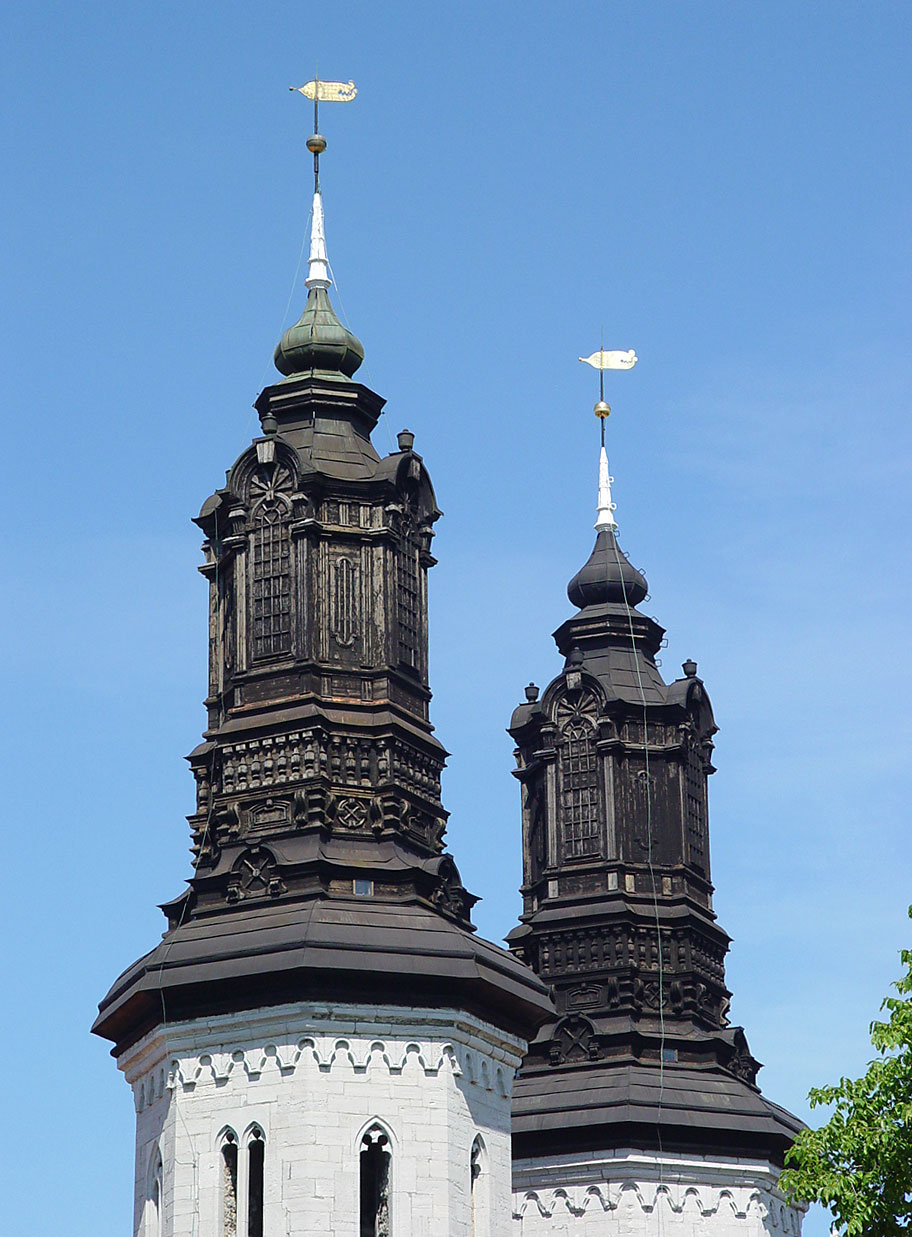
Tornhuvarna.
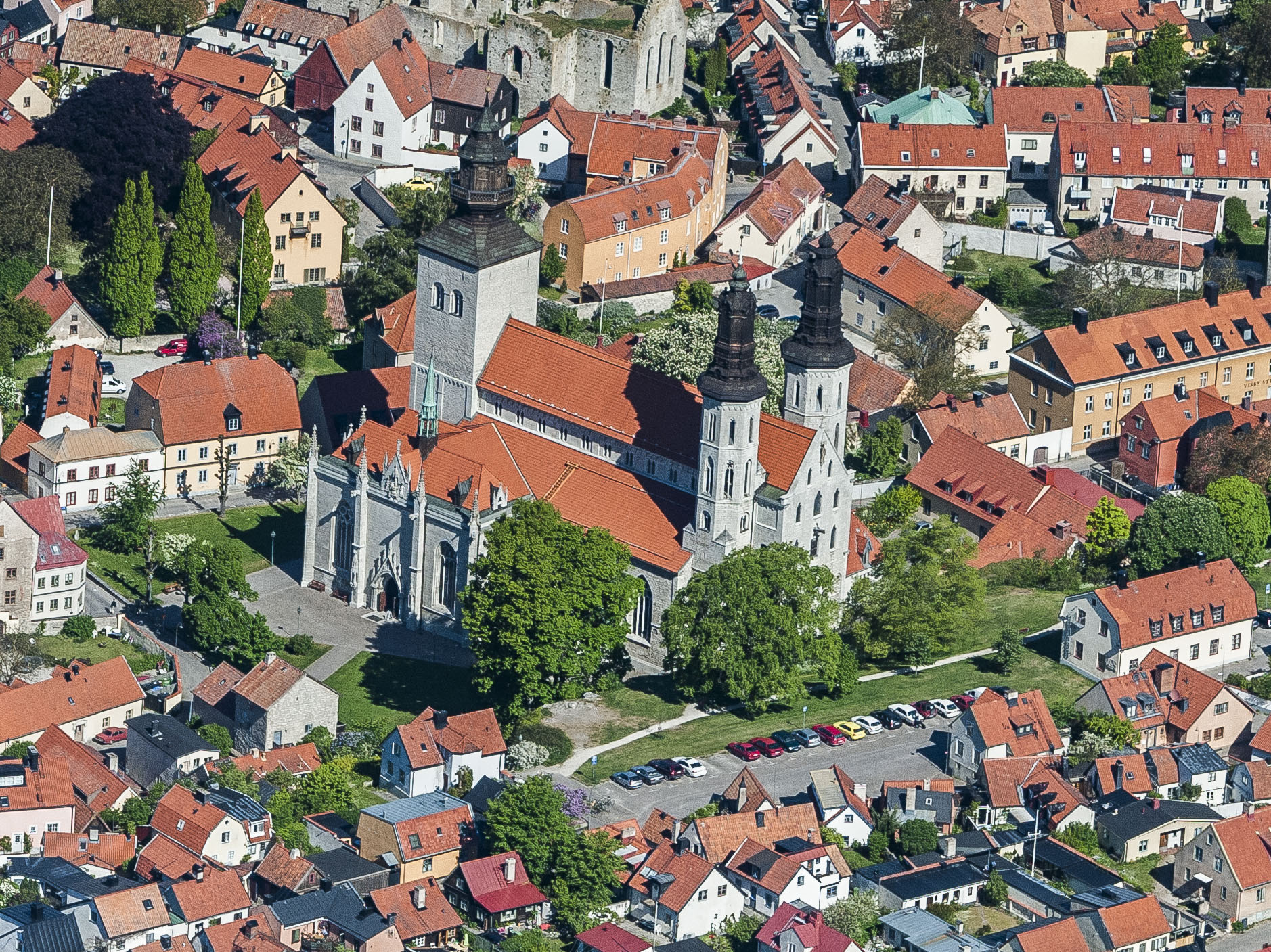
Flygbild.
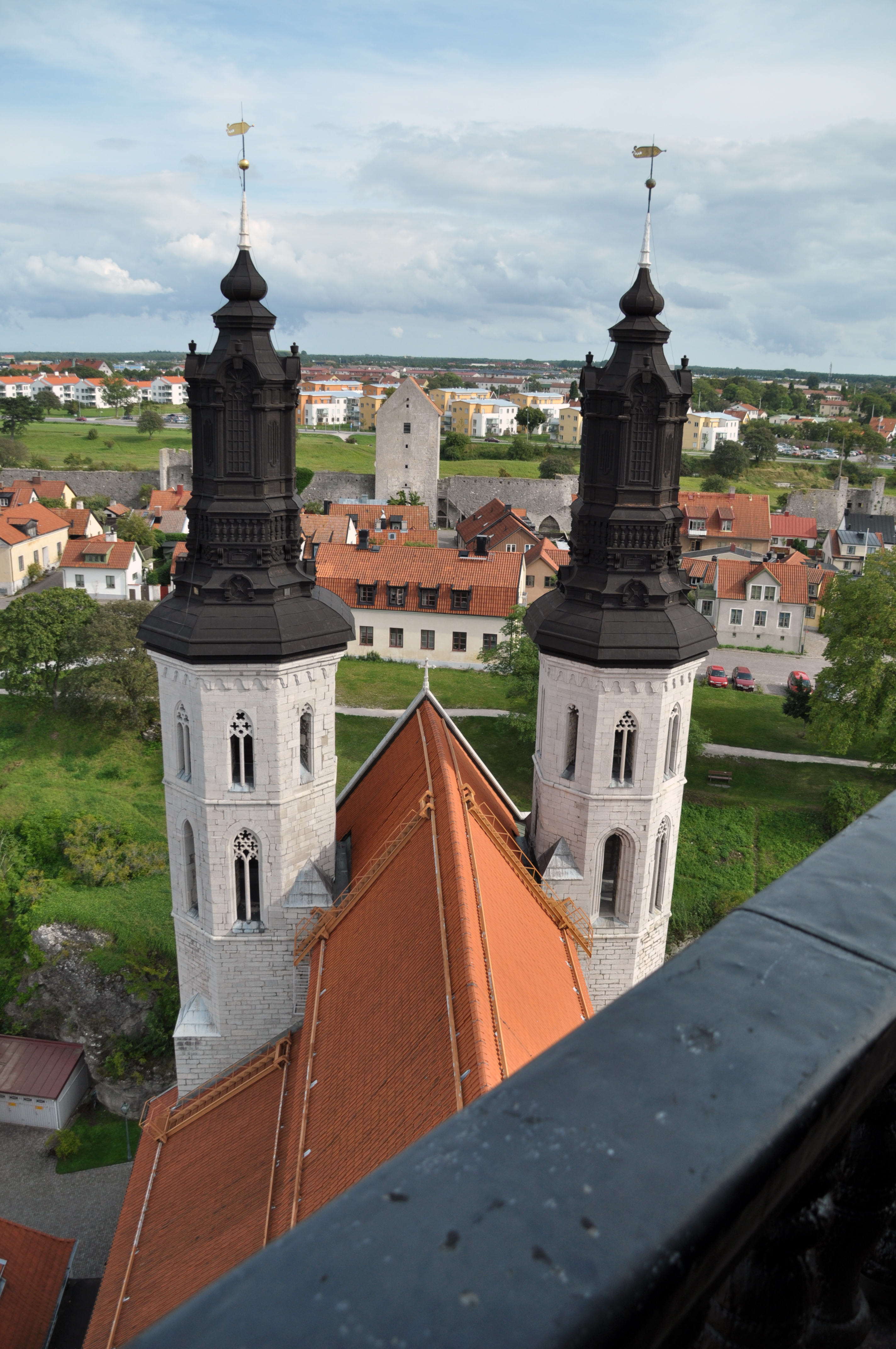
Visby Domkyrka Gotland mot Ö
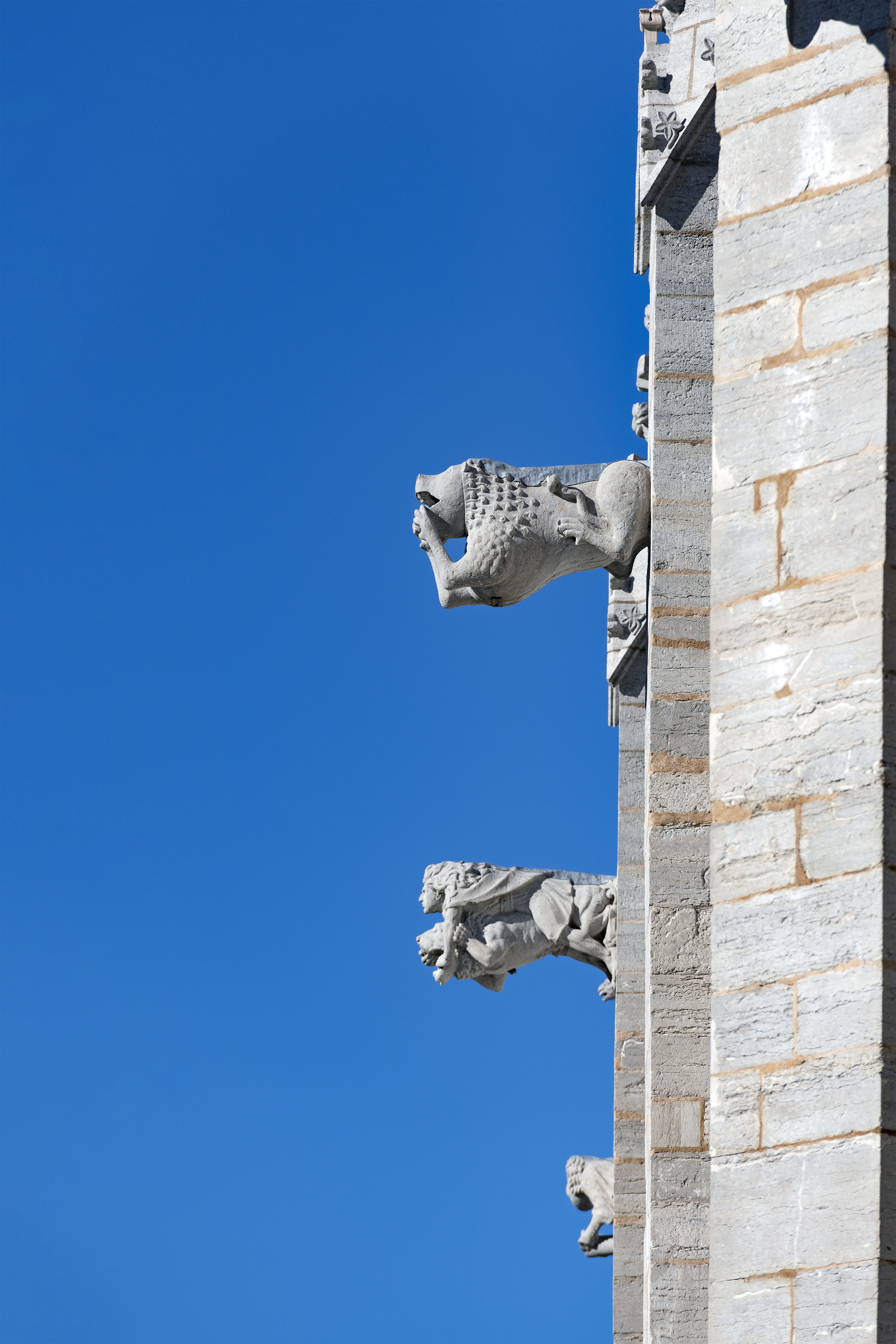
Vattenutkast på sydsidan.
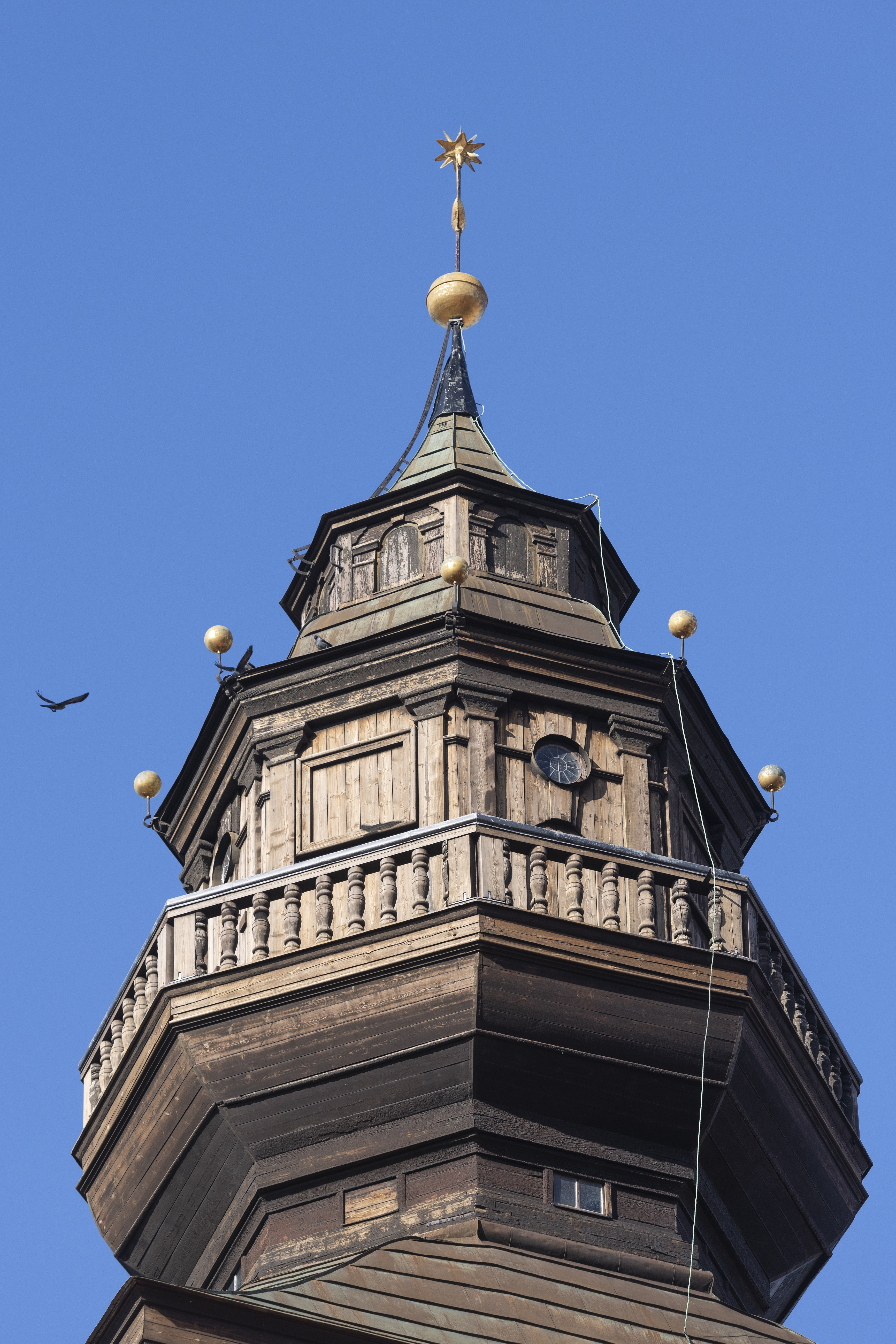
Väst-tornhuva av trä.
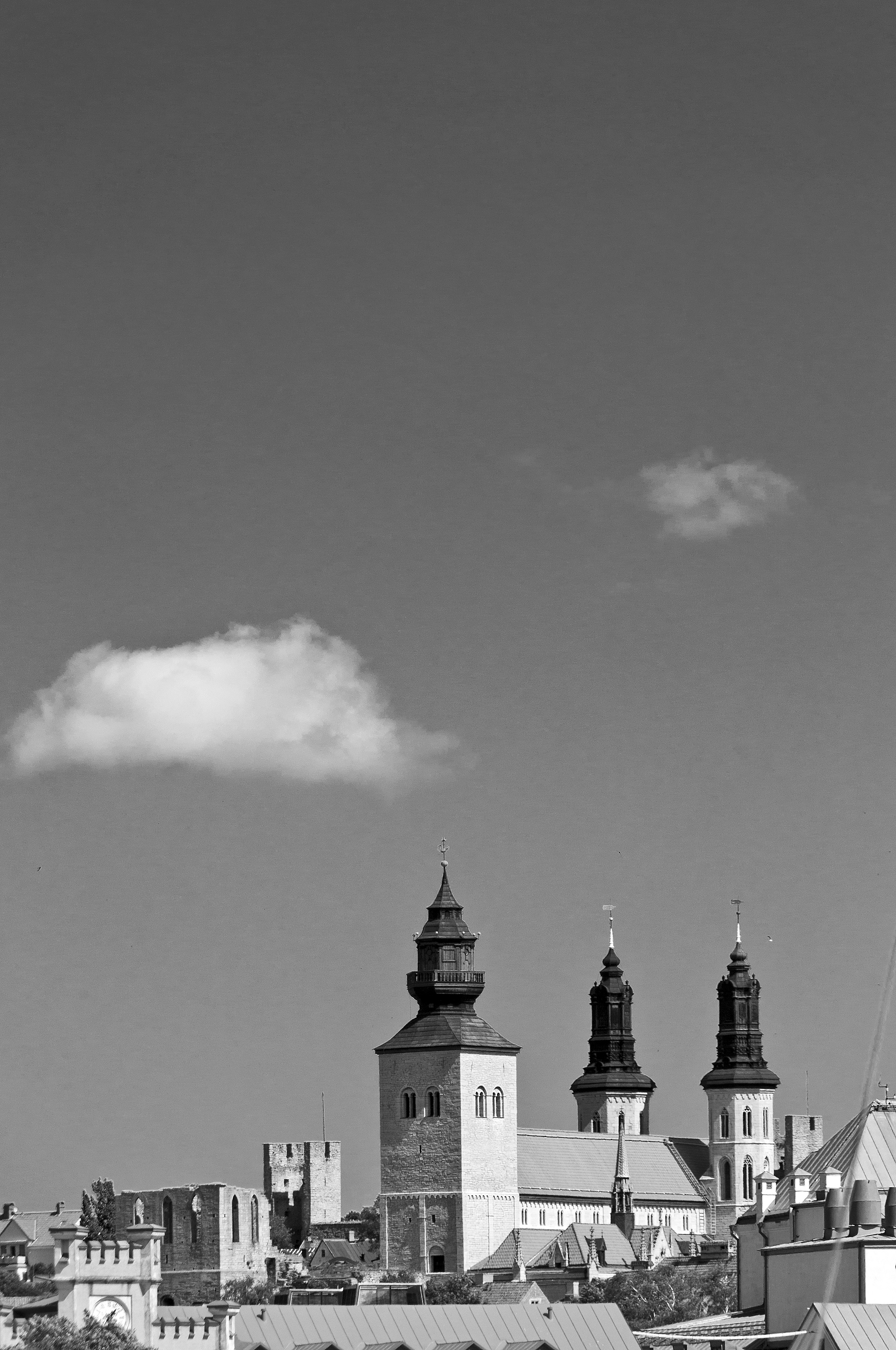
Domkyrkan från klinten tidigt 1900-tal
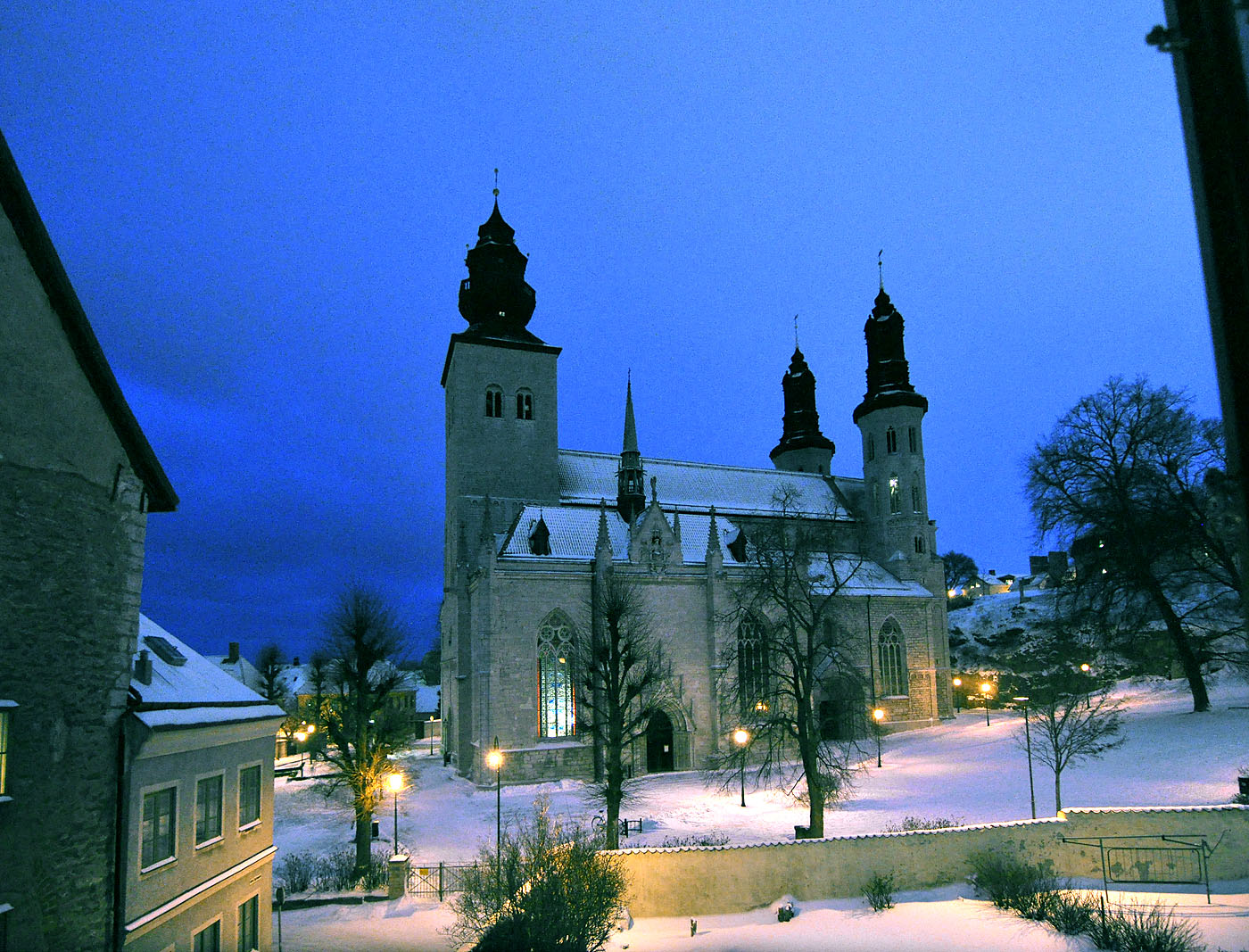
Domkyrkan, 2010.